# Kirchen in Neapel

„Was uns in Neapel am außergewöhnlichsten erschien, ist die Zahl und die Pracht seiner Kirchen; ich kann Euch ohne zu übertreiben sagen, dass es die Vorstellungskraft weit übertrifft.“

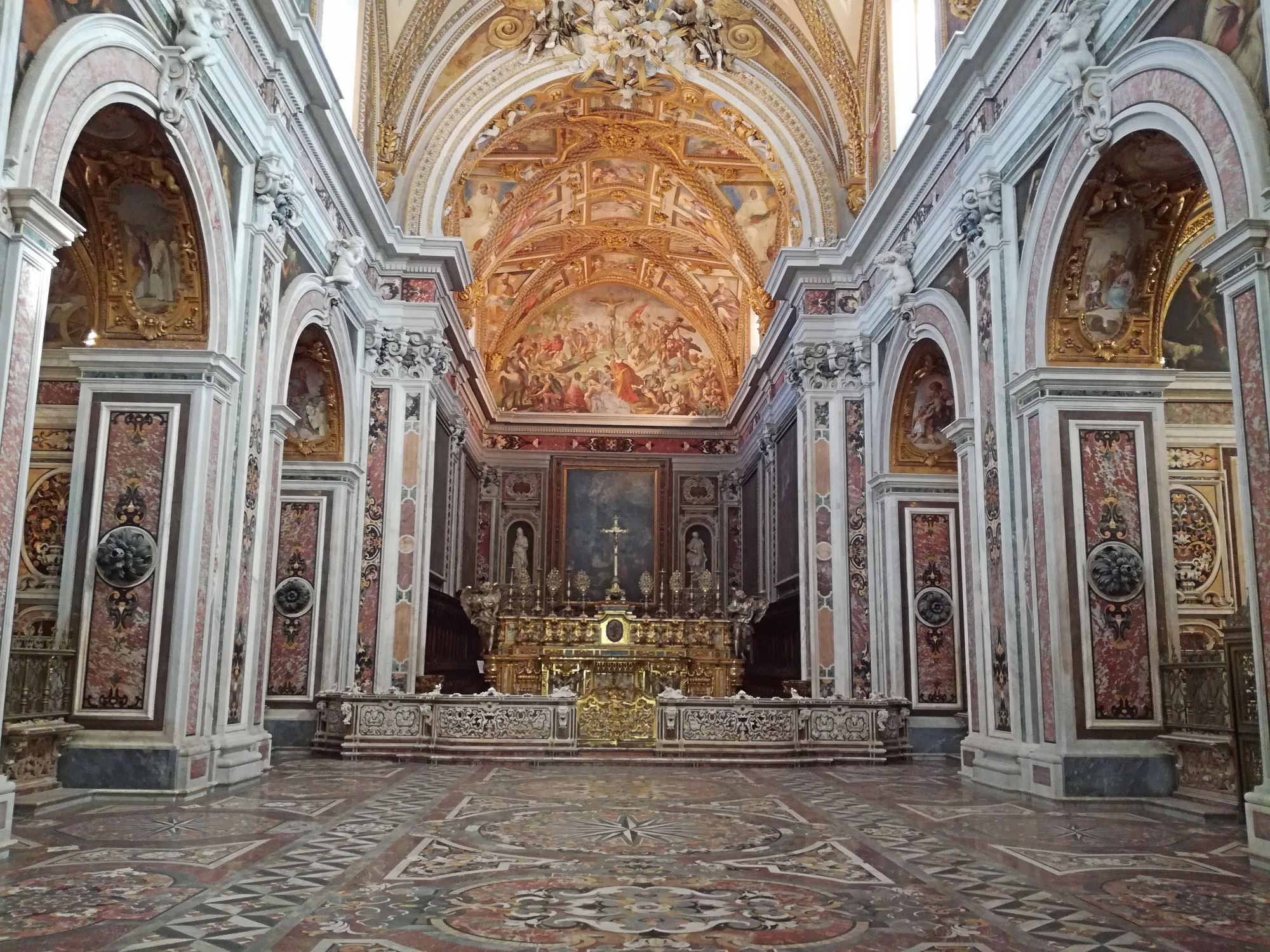
Certosa di San Martino, Neapel

Unter Kirchen in Neapel sind hier vor allem Bauwerke von historischem und künstlerischem Interesse gemeint, die über einen Zeitraum von der frühchristlichen Periode bis zur ersten Hälfte des 19. Jahrhunderts entstanden sind. Laut Geschichtsschreibung und nach den zuverlässigsten Quellen handelt es sich etwa um ein halbes Tausend. Die neapolitanischen Kirchen bilden ein reiches Erbe an Kunst-, Architektur-, Kultur- und Geistesgeschichte, das sich über siebzehn Jahrhunderte gebildet hat: nicht umsonst wird Neapel „die Stadt der fünfhundert Kuppeln“ genannt. Andere Quellen meinen allerdings, dass ihre Zahl weit darüber hinausgeht (insbesondere, wenn man auch noch Kultstätten wie diejenigen des großen Friedhofs von Poggioreale hinzuzählt, die nicht selten in staatlichen Zählungen oder entsprechenden Erhebungen fehlen).

## Geschichte

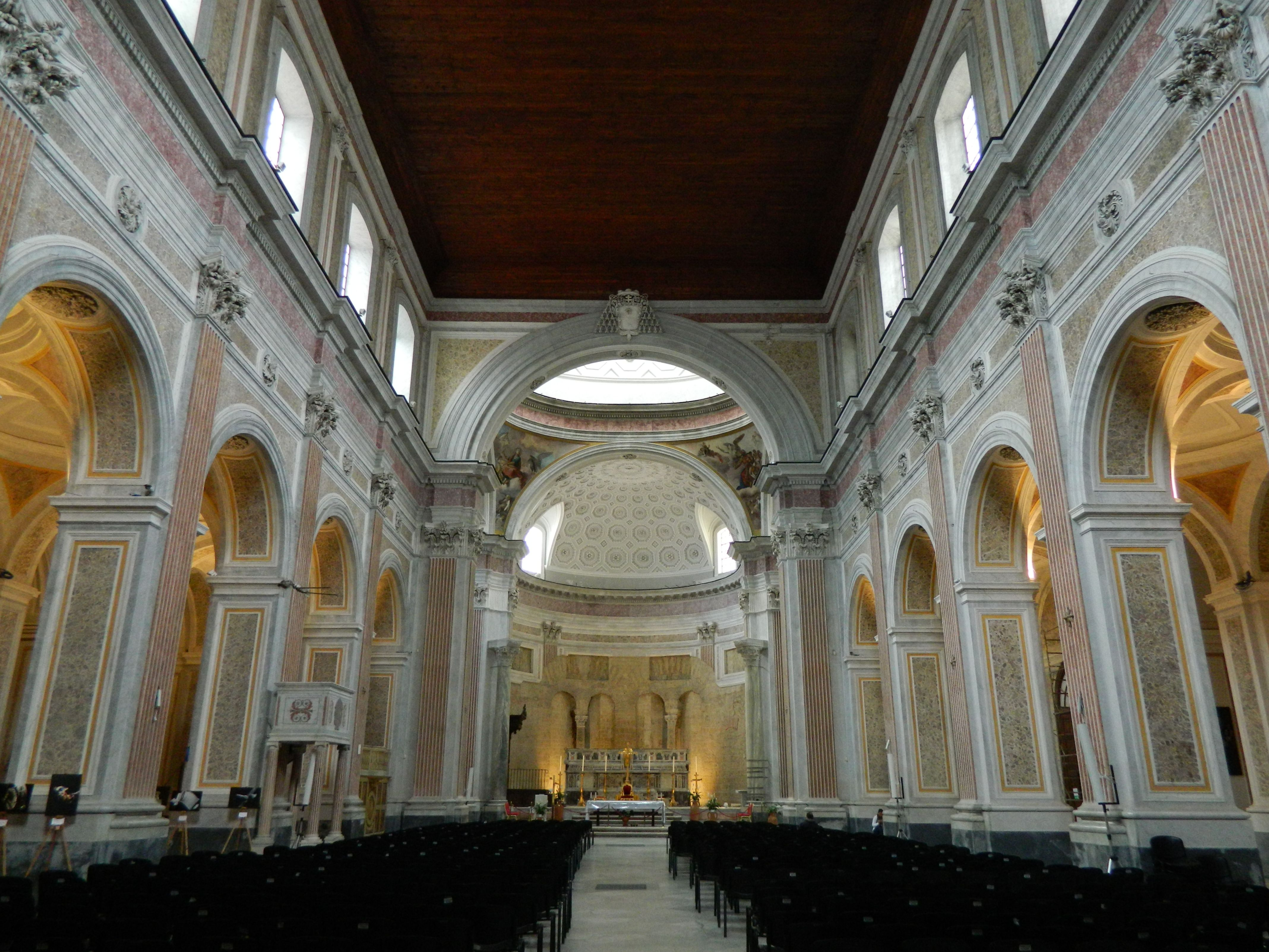
Die Basilica di San Giovanni Maggiore mit ihrer frühchristlichen Apsis

Die ersten christlichen Kirchen in Neapel gehen auf die Zeit kurz nach dem Toleranzedikt von Mailand von Konstantin dem Großen im Jahre 313 zurück.
In der Stadt finden sich verschiedene Arten frühchristlicher Spuren: Am häufigsten sind Überreste wie Fresken oder anderes, die sich z. B. im Hypogäum viel jüngerer Barockkirchen befinden, oder solche, in denen die frühchristliche Architektur mit nachfolgenden architektonischen und künstlerischen Strömungen verschmolzen ist, ein bedeutendes Beispiel dafür ist die Basilica di Santa Restituta, die heute zum Dom gehört; auch die Krypta von Santa Maria della Sanità geht auf eine frühchristliche Kirche zurück. Daneben gibt es Beispiele für fast intakte frühchristliche Kirchen in einigen Katakomben von Neapel.
Zu den ältesten frühchristlichen Kirchen gehört die Basilica di San Pietro ad Aram. Obwohl später in anderen Stilen umgebaut, ist sie doch stark von ihren Ursprüngen geprägt, was vor allem ihre unterirdischen Strukturen bezeugen, welche die Kunst und Architektur der Spätantike streng bewahrt haben. Ähnlich liegt der Fall bei San Giorgio Maggiore, die im Inneren ein seltenes Beispiel für eine komplette antike Apsis besitzt. Schließlich ist da noch die Basilika von San Giovanni Maggiore, die in der Apsis die Überreste eines schon vorher existierenden heidnischen Tempels bewahrt, und bereits im 6. Jahrhundert zusammen mit San Giorgio Maggiore eine der wichtigsten Kultstätten der Stadt war.

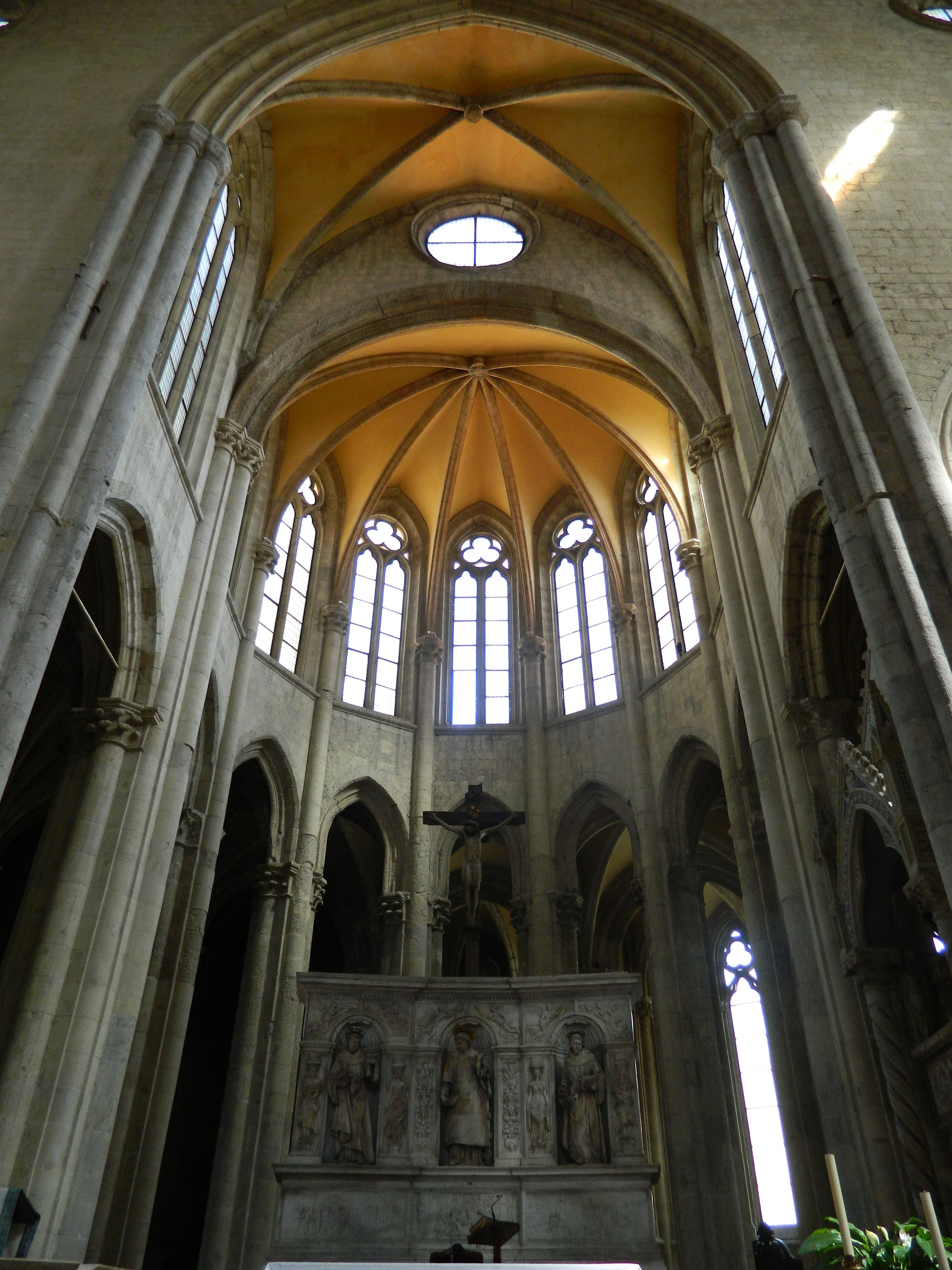
Apsis mit Deambulatorium in gotischem Stil der Basilika San Lorenzo Maggiore

Von den Kirchen des frühen Mittelalters und der Romanik sind nur noch wenige erhalten. Was die Gotik betrifft, ist das prominenteste Beispiel die Basilika Santa Chiara, die in ihrer eleganten provençalischen Gotik und mit ihrem etwa 130 Meter langen und ca. 45 Meter hohen Kirchenschiff das größte gotische Bauwerk der Stadt ist. Die Kirche wurde allerdings im Zweiten Weltkrieg fast komplett zerstört und ist in ihrer heutigen Form eine Rekonstruktion. Erhalten blieben gotische Grabdenkmäler verschiedener Dynastien oder Adelsfamilien im Inneren. Ein weiteres Wahrzeichen ist die Kirche San Domenico Maggiore, die nach dem klassischen Kanon der Gotik gebaut wurde, jedoch später im Stil von Renaissance und Barock überarbeitet wurde. Die Kirche San Lorenzo Maggiore dagegen stellt eine gelungene Mischung der französischen Gotik mit dem franziskanischen Stilideal dar; auch sie erhielt später barocke Akzente. Bei San Pietro a Majella versuchte man durch eine Restaurierung Ende des 19. und 20. Jahrhunderts das ursprüngliche schlichte Aussehen wiederherzustellen, mit Ausnahme der barocken Decke. Zu den besterhaltenen und interessantesten gotischen Kirchen zählt San Giovanni a Carbonara, die auch bedeutende Elemente der Renaissance aufweist.
Unter Alfons V. von Aragonien verwandelte sich Neapel in eine der wichtigsten Städte der Renaissance. Die künstlerischen und kulturellen Bindungen zu Florenz führten zu einer teilweisen Veränderung des architektonischen Gefüges der Stadt. Dies zeigt sich vor allem an der Kirche Gesù Nuovo, die mit ihrer klassischen Diamantquader-Fassade zu den ersten Beispielen von Renaissance-Elementen in Neapel zählt. Ein weiteres wichtiges Beispiel ist die Kirche Sant’Anna dei Lombardi (auch bekannt als: Santa Maria di Monteoliveto), die durch ihre großen Kapellen bei zentralem Grundriss deutlich den Einfluss ähnlicher Bauwerke in Florenz zeigt. Erwähnenswert ist auch die kleine Kirche Santa Maria del Parto a Mergellina mit dem Grab des Renaissance-Dichters Jacopo Sannazaro.
Ein deutlicher Einfluss des Manierismus findet sich in Santi Severino e Sossio und Gesù delle Monache, auch wenn beide Kirchen später barockisiert wurden. Santa Maria la Nova und San Gregorio Armeno verfügen beide über außergewöhnliche spätmanieristische Kassettendecken.

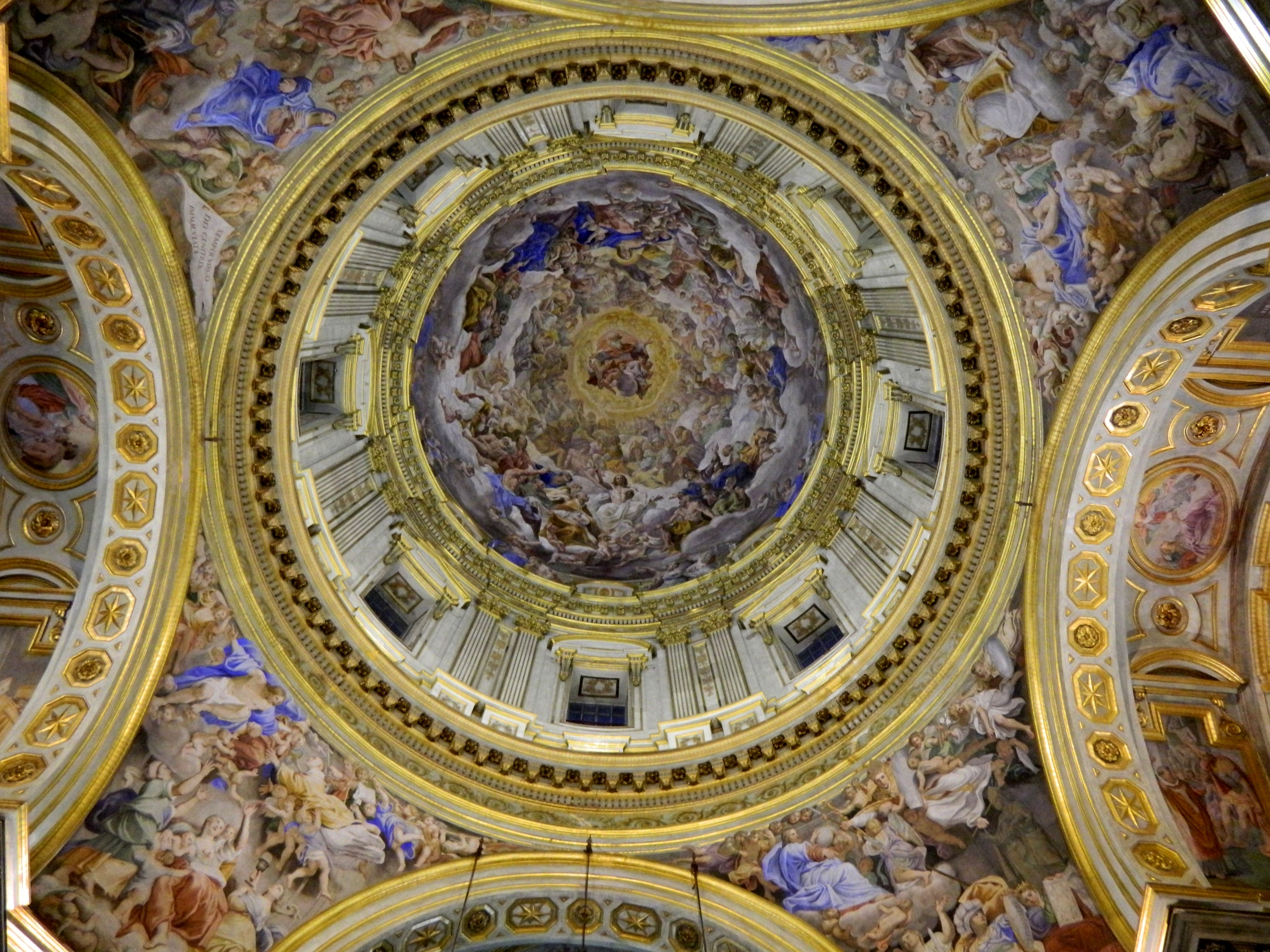
Fresken von Lanfranco und Domenichino in der Kuppel der Cappela di San Gennaro im Dom

Die monumentalen Kirchen von Neapel präsentieren sich besonders häufig im barocken Gewand. Zu den wichtigsten Architekten des neapolitanischen Barock gehören Giovan Giacomo Di Conforto, Fra Nuvolo, Bartolomeo Picchiatti und sein Sohn Francesco Antonio Picchiatti, Cosimo Fanzago und Dionisio Lazzari. Im Spätbarock wirkten Domenico Antonio Vaccaro, Arcangelo Guglielmelli, Ferdinando Sanfelice und Nicola Tagliacozzi Canale. Die zahlreichen Altargemälde, insbesondere die des 17. Jahrhunderts, wurden direkt oder indirekt von Caravaggio beeinflusst, die bedeutendsten Maler in Neapel waren Jusepe de Ribera, Massimo Stanzione, Battistello Caracciolo, Bernardo Cavallino, Luca Giordano, Francesco Solimena, Nicola Malinconico u. a. Die Freskenmalerei spielte ab dem späten 16. Jahrhundert bis gegen Ende des 18. Jahrhunderts eine zentrale Rolle für die Dekoration der Kirchen; sie stand zunächst unter dem Einfluss des Cavalier d’Arpino und wurde ab etwa 1630 durch die Schüler der Carracci, Domenichino und Lanfranco, geprägt. Zu den berühmtesten und meistbeschäftigten Freskanten, die ihre Spuren in vielen Kirchen Neapels hinterließen, gehörten Belisario Corenzio, Paolo De Matteis, Luca Giordano, Giovanni Battista Benaschi, Francesco Solimena, Francesco de Mura u. a. Ab 1600 oder 1610 und in den kommenden Jahrzehnten wurden in Neapel zahlreiche Barockkirchen gebaut, die oft mit reichen polychromen Marmor- oder Stuckdekorationen verziert sind; dieser typisch neapolitanische Dekorationsstil wurde entscheidend von Cosimo Fanzago geprägt. Die Certosa di San Martino, einer der größten religiösen Komplexe Neapels, ist eines der großartigsten und bedeutendsten Beispiele dieses neapolitanischen Barock.
Ein bedeutendes Barock-Juwel Neapels ist außerdem die berühmte Cappella del Tesoro di San Gennaro im Dom von Neapel: ihre Ausstattung mit Marmor, Fresken, Gemälden und anderen Kunstwerken wurde von den besten Künstlern der Zeit geschaffen, die Malereien der Kuppel und Decke stammen von Lanfranco und Domenichino, Skulpturen, Dekorationen und Architektur von neapolitanischen Künstlern.

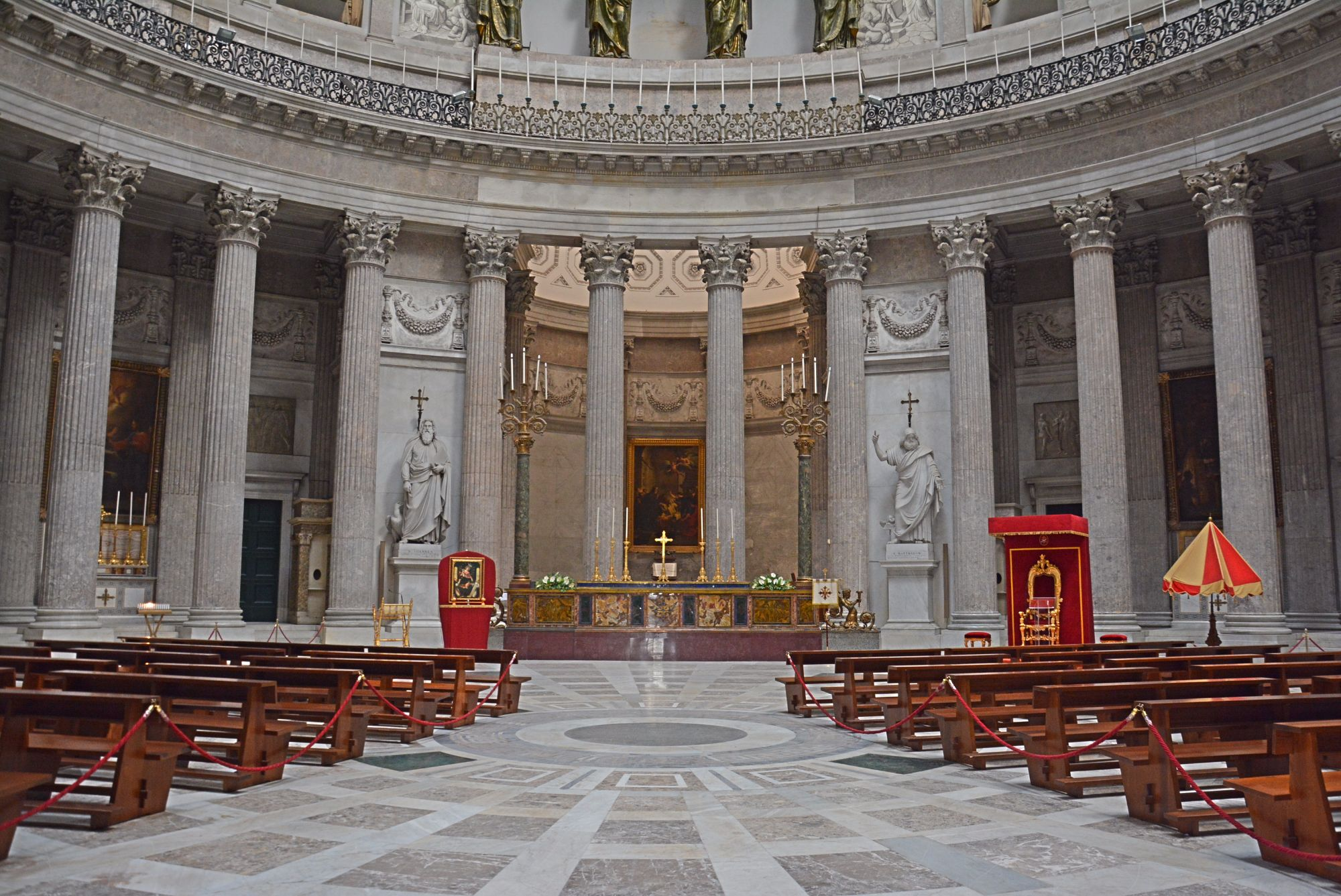
Die Basilika San Francesco di Paola

Zu den „jüngeren“ Kirchen der Stadt gehören diejenigen aus der Zeit des Klassizismus. Sie lassen sich in zwei verschiedene Kategorien einteilen: zur ersten gehören solche, die grundsätzlich noch vom Spätbarock geprägt sind, zur zweiten zählen Kirchen, deren Innenräume und/oder Fassaden den Klassizismus in absoluter und strenger Reinheit verkörpern. Zwei bedeutende Exponenten des frühen Klassizismus sind Ferdinando Fuga und Luigi Vanvitelli. Das größte Beispiel und eine der bedeutendsten „neoklassischen“ Kirchen in ganz Italien ist die Basilica di San Francesco di Paola, die von Pietro Bianchi realisiert wurde.

## Kirchen im historischen Zentrum von Neapel
Die folgenden religiösen Bauwerke – die Certosa di San Martino, die Basiliken und die „großen“ Kirchen (chiese maggiori) – befinden sich alle im historischen Zentrum mit Ausnahme der Basilica di Santa Maria della Neve von Ponticelli und der Kirche San Giuseppe Maggiore dei Falegnami. Es werden auch Bauten genannt, die keine Kirchen oder Kapellen (mehr) im eigentlichen Sinne darstellen, die jedoch als Bauwerk interessant und manchmal wenig bekannt sind. Es gibt z. B. einige Kirchen, die als Gebetsstätte „verwaist“ sind, da sie mittlerweile dekonsakriert, also aufgehoben, wurden, die aber auf jeden Fall auch wichtige Zeugnisse der historischen religiösen Architektur von Neapel darstellen. Hinzu kommen religiöse Bauten von besonderem historischem Interesse.

### Die Kathedrale
- Cattedrale di Santa Maria Assunta (Dom von Neapel)

### Die Kartause
- Certosa di San Martino

### Basiliken

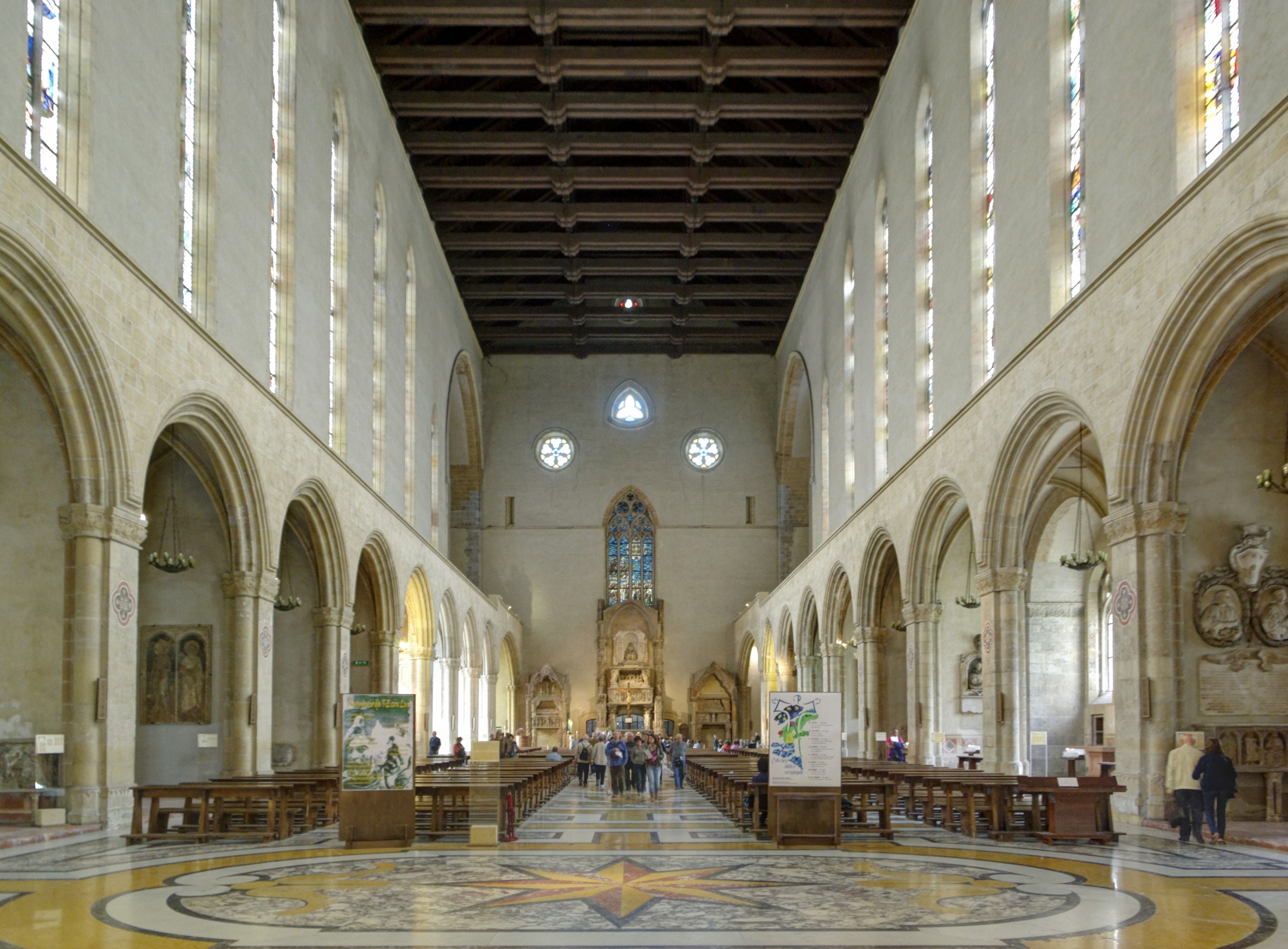
Die Basilika Santa Chiara

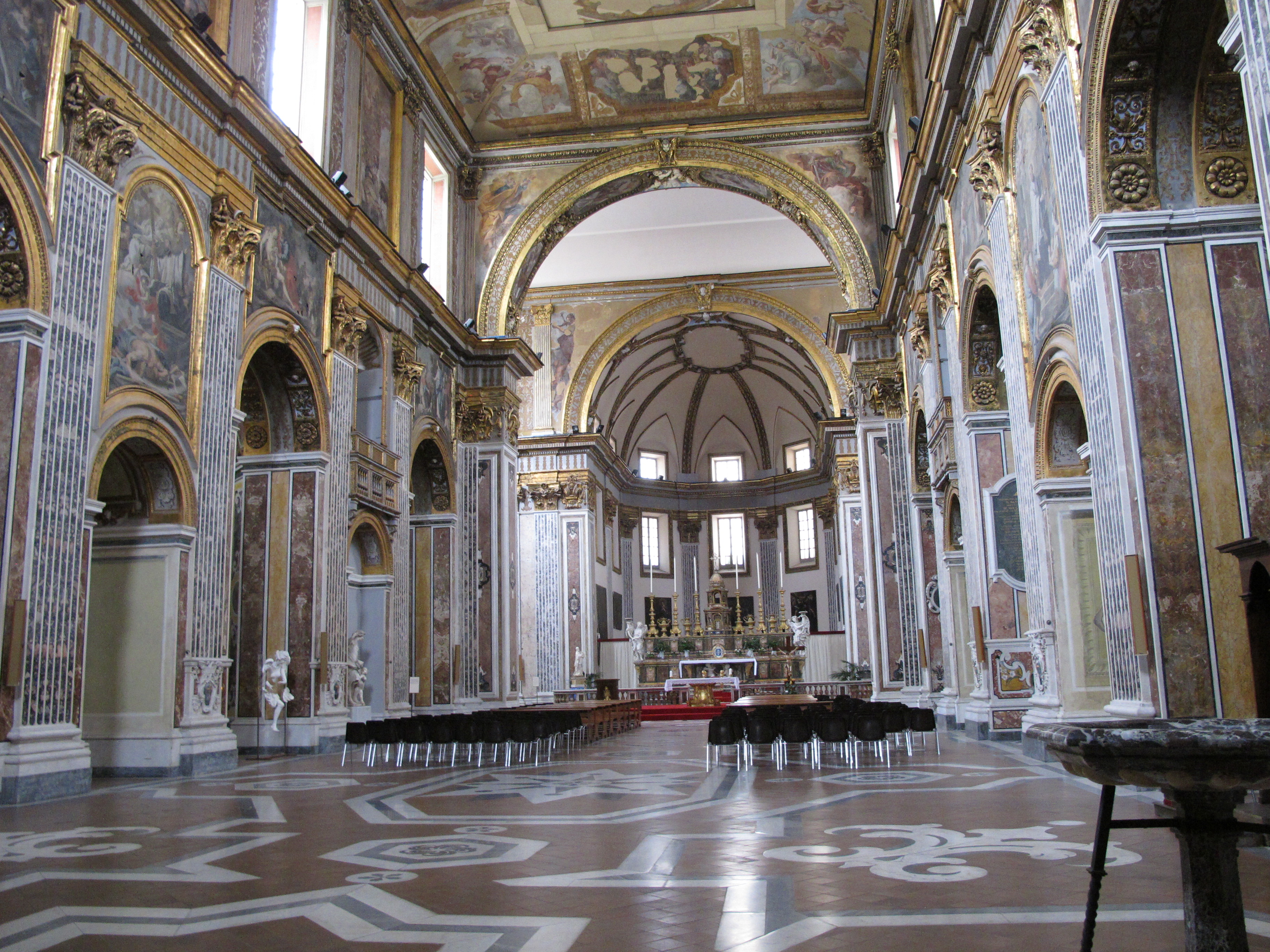
Die Basilika San Paolo Maggiore

Die Bezeichnung Basilika in der folgenden Auflistung basiert auf Daten des Erzbistums Neapel.
- Basilica dell’Incoronata Madre del Buon Consiglio
- Basilica della Santissima Annunziata Maggiore
- Basilica dello Spirito Santo
- Basilica di San Francesco di Paola
- Basilica di San Gennaro fuori le mura
- Basilica di San Giovanni Maggiore
- Basilica di San Domenico Maggiore
- Basilica di San Lorenzo Maggiore
- Basilica di San Paolo Maggiore
- Basilica di San Pietro ad Aram
- Basilika Santa Chiara
- Basilica di Santa Lucia a Mare
- Basilica di Santa Maria degli Angeli a Pizzofalcone
- Basilica di Santa Maria della Pazienza
- Basilica di Santa Maria della Sanità
- Basilica di Santa Restituta (im Dom)
- Basilica santuario del Gesù Vecchio dell’Immacolata di Don Placido
- Basilica santuario di Santa Maria del Carmine Maggiore
- Basilica santuario di Santa Maria della Neve
- Päpstlich königliche Basilika von San Giacomo degli Spagnoli
- Basilica di San Gennaro ad Antignano

### „Größere“ Kirchen (Chiese maggiori)

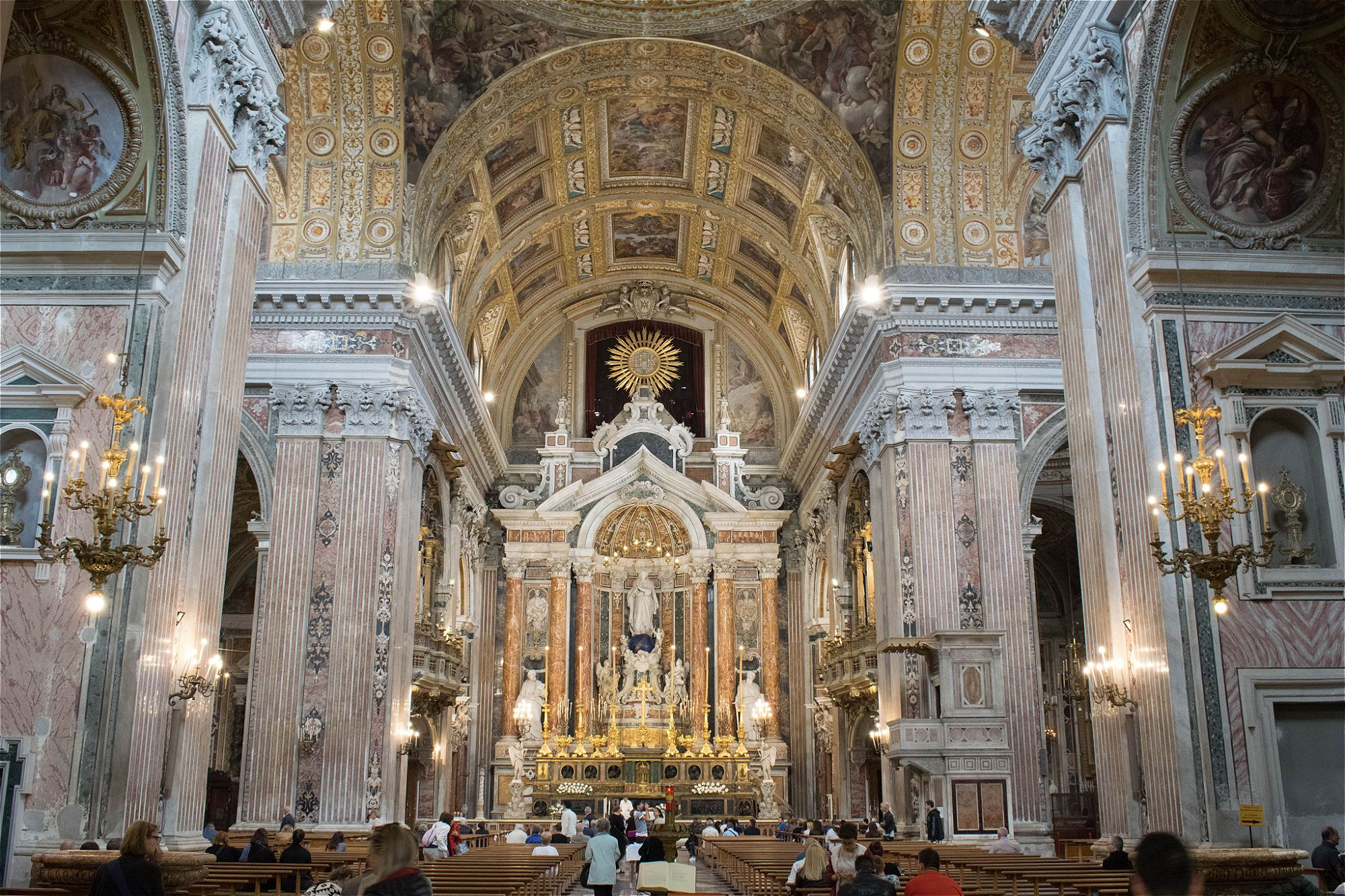
Gesù Nuovo

Der Namenszusatz „maggiore“ (= größer) vieler der untengenannten Kirchenbauten, ist nicht als Titel zu verstehen, der von der aktuellen Römisch-katholischen Kirche verliehen wurde, sondern:
- stammt teilweise noch aus der neapolitanischen Geschichte, als manche Kirchen offiziell den Zusatz „maggiore“ erhielten, weil sie damals tatsächlich die wichtigsten Gotteshäuser der Stadt waren: zum Teil blieb diese Zusatzbezeichnung bis heute erhalten, zum Beispiel bei der Kirche San Giorgio Maggiore.
- Die Bezeichnung „maggiore“ kann auch auf eine Kirche von größerem religiösem, historischem usw. Status hinweisen, wie z. B. bei der Kirche Gesù Nuovo, die auch als Trinità Maggiore bekannt ist, oder bei der Chiesa dei Girolamini, die auch als Chiesa Maggiore bekannt ist. Insbesondere von der letzteren gibt es nur wenige Quellen, die sie mit diesem Namen erwähnen, und es scheint, dass er sich ausschließlich auf ihre Größe bezieht, und auch, um sie vom Oratorio dell’Assunta zu unterscheiden (das zum selben Komplex gehört).
- Im Fall der Kirche von „San Giuseppe Maggiore“ lautet der Hauptname des aktuellen Bauwerks eigentlich „San Diego all’Ospedaletto“: in diesem Fall wurde der zweite Name San Giuseppe Maggiore in Erinnerung an eine frühere Kultstätte gegeben, die jedoch in der Zeit des Faschismus zerstört wurde.

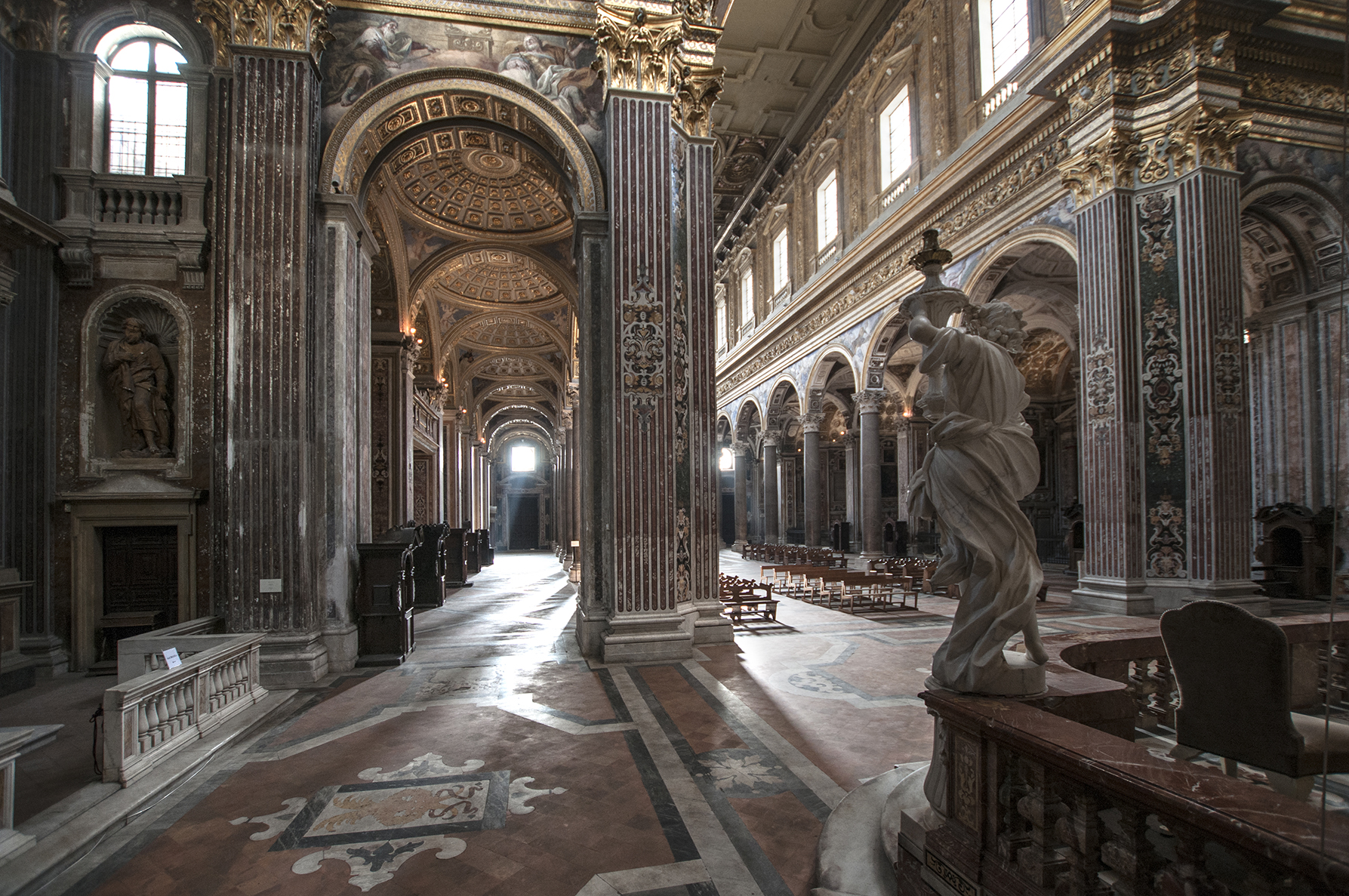
Chiesa dei Girolamini

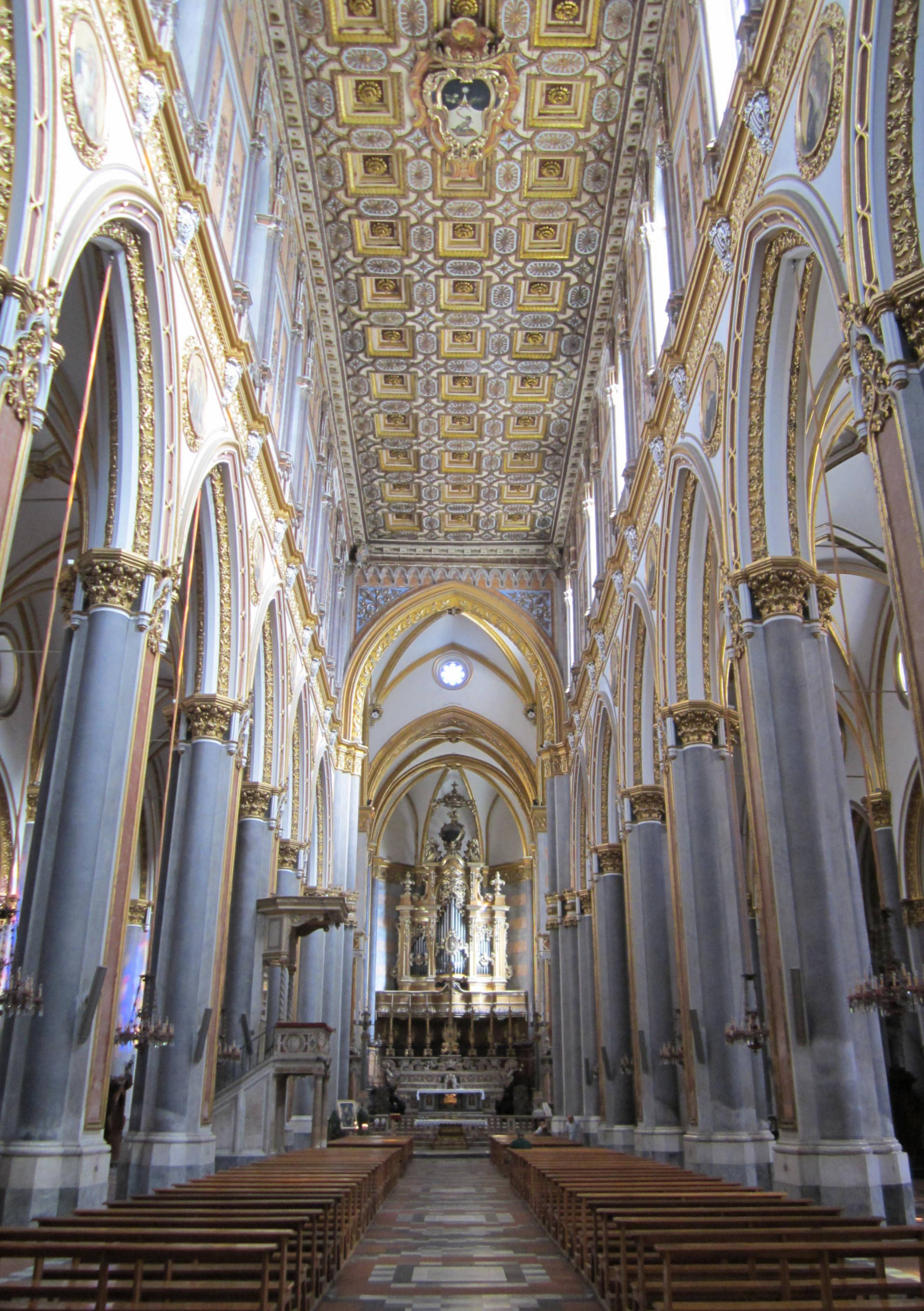
San Domenico Maggiore

Es gibt auch mehrere von der Erzdiözese anerkannte Basiliken, die neben dem Ehrentitel Basilika auch noch den Superlativ „maggiore“ verwenden: wie z. B. die Basilika Santa Maria del Carmine Maggiore. Im Übrigen weist der Begriff „maggiore“ nicht unbedingt auf einen objektiv überlegenen Zustand des Gebäudes hin, im Vergleich zu anderen „kleineren“ Kirchen, deren historische, künstlerische und kulturelle Bedeutung in manchen Fällen sogar größer sein kann, als die von einigen größeren Kirchen oder Basiliken. Beispiele dafür sind die Kirchen Sant’Anna dei Lombardi, Sant’Angelo a Nilo, Santa Caterina a Formiello usw.
- Chiesa del Gesù Nuovo (oder Chiesa della Trinità Maggiore)
- Chiesa dei Girolamini (oder Chiesa Maggiore)
- Chiesa di San Giorgio Maggiore
- Chiesa di Sant’Agostino alla Zecca (oder Chiesa di Sant’Agostino Maggiore)
- Chiesa di Santa Maria delle Grazie Maggiore a Caponapoli
- Chiesa di San Biagio Maggiore
- Chiesa di Sant’Agnello Maggiore a Caponapoli
- Chiesa di Santa Maria Maggiore alla Pietrasanta
- Chiesa di Sant’Eligio Maggiore
- Chiesa di San Giuseppe Maggiore dei Falegnami
- Chiesa di San Diego all’Ospedaletto (oder Chiesa di San Giuseppe Maggiore)
- Chiesa di San Matteo Maggiore al Lavinaio (verschwunden)
- Chiesa di San Sebastiano (abgerissen)

### Kapellen
- Reale Cappella del tesoro di San Gennaro („Königliche Schatzkapelle des heiligen Januarius“ im Dom)
- Cappella del Succorpo (auch: Capella Carafa oder Krypta, im Dom)
- Cappella Adoremus
- Cappella dei Pontano
- Cappella del Carmelo (im Palazzo Cellammare)
- Cappella del Monte di Pietà
- Cappella del Monte dei Poveri
- Cappella della Carità di Dio
- die Cappella dell’Immacolata im Palazzo Tocco di Montemiletto (am Corso Vittorio Emanuele)
- Cappella della Madonna del Rosario in der Kirche Gesù Nuovo
- Cappella della Scala Santa
- Cappella della Vergine (oder cappellone della Vergine: am Corso Vittorio Emanuele, beim Istituto Suor Orsola)
- Cappella delle Anime del Purgatorio (im Castel Nuovo oder Maschio Angioino)
- Cappella di San Francesco di Paola (im Maschio Angioino)
- Cappella Palatina (im Maschio Angioino)
- Kapelle des Palazzo De Sangro di Vietri
- Kapelle des Palazzo Donadoni
- Kapelle des Palazzo Ruffo di Bagnara
- Kapelle der Porta San Gennaro
- Cappella di San Silvestro (im Vico Donnaromita: im Innenhof eines historischen Palastes)
- Cappella di Santa Maria della Concezione, im Seminario dei Nobili
- Cappella di Santa Maria delle Grazie alle Tredici scese di Sant’Antonio
- Cappella in Corso Vittorio Emanuele 401
- Cappella reale dell’Assunta (im Palazzo Reale)
- Cappella Sansevero
- Cappella Ulloa
- Chiesina di San Nicola di Bari
- Chiesina di Santa Maria del Buon Consiglio
- Chiesina in via Salvator Rosa n. 45

### Kirchen im historischen Stadtzentrum von Neapel

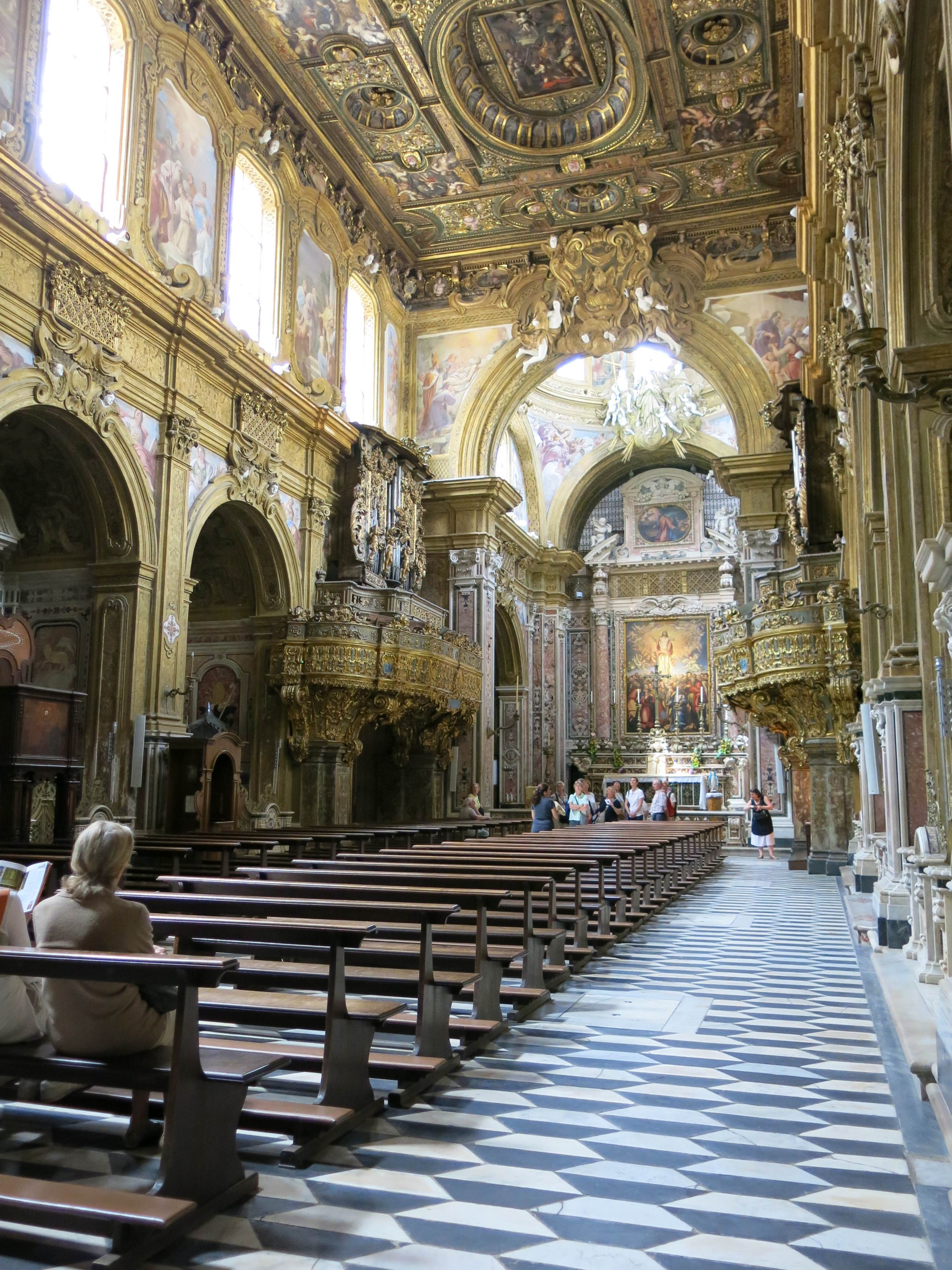
San Gregorio Armeno

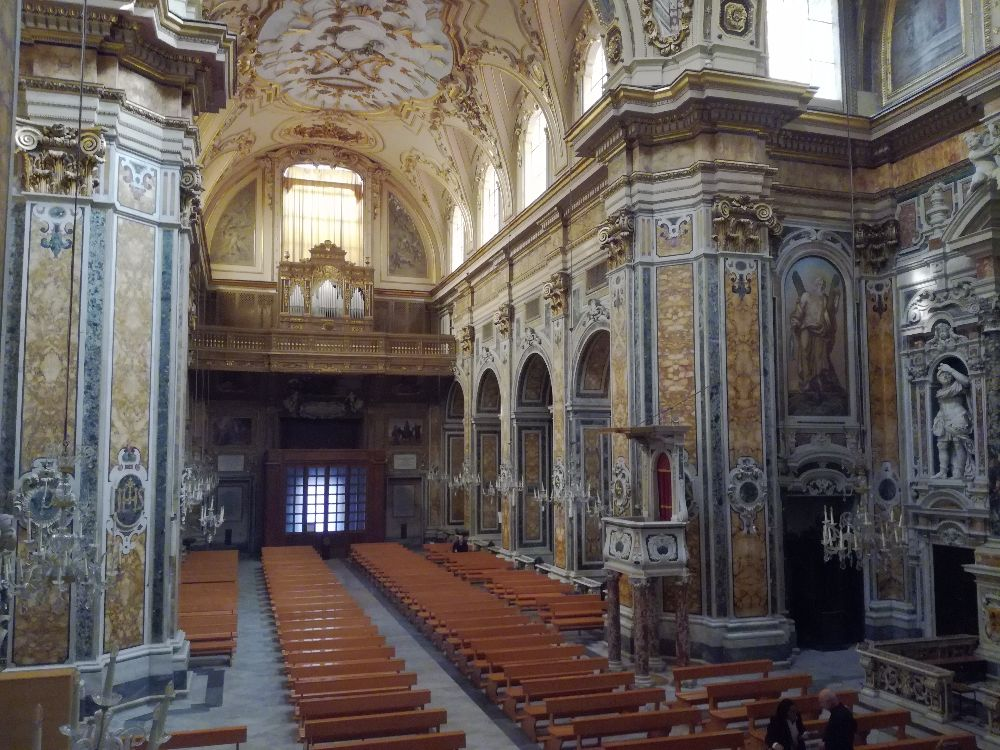
Gesù Vecchio

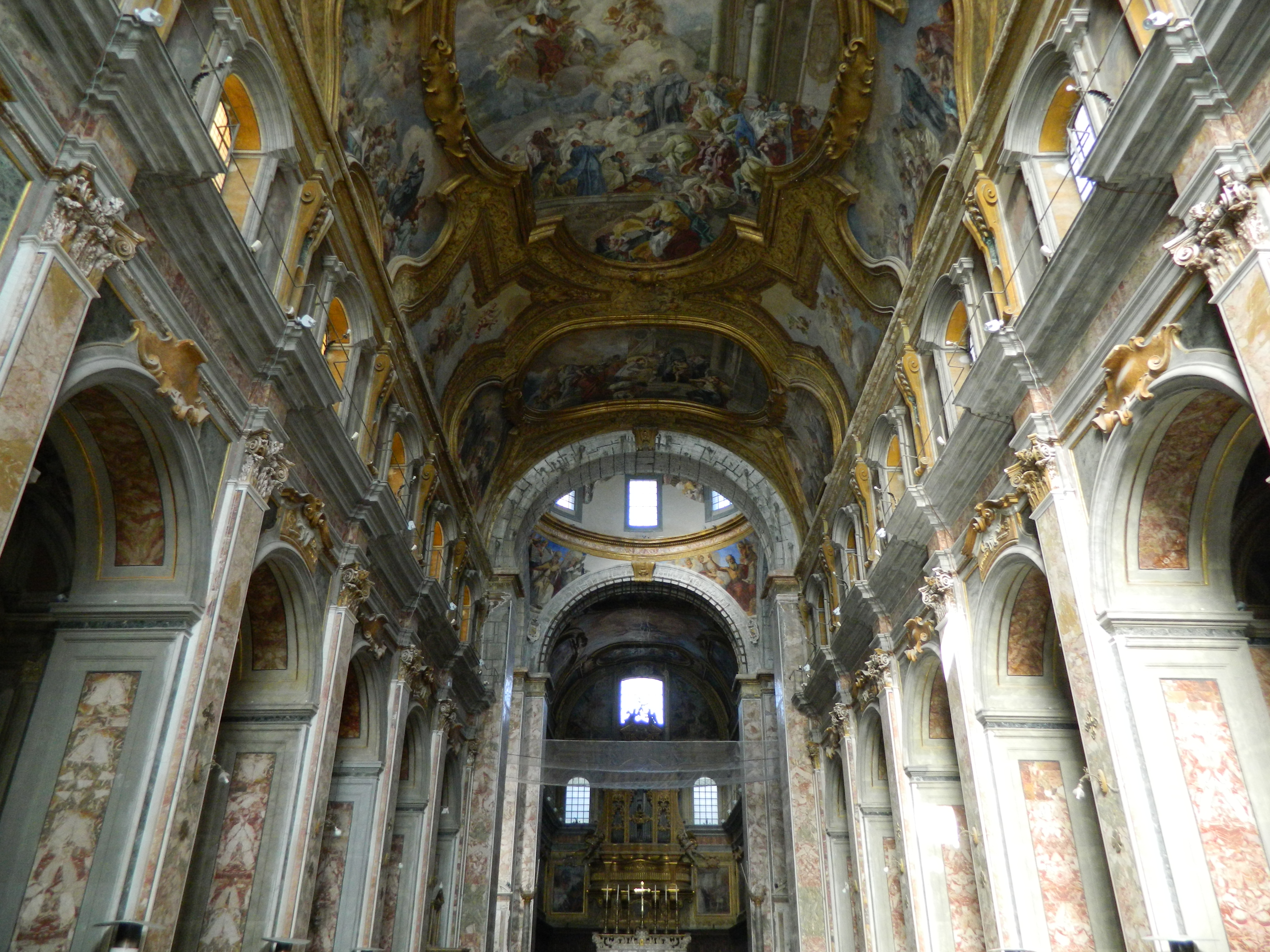
Santi Severino e Sossio

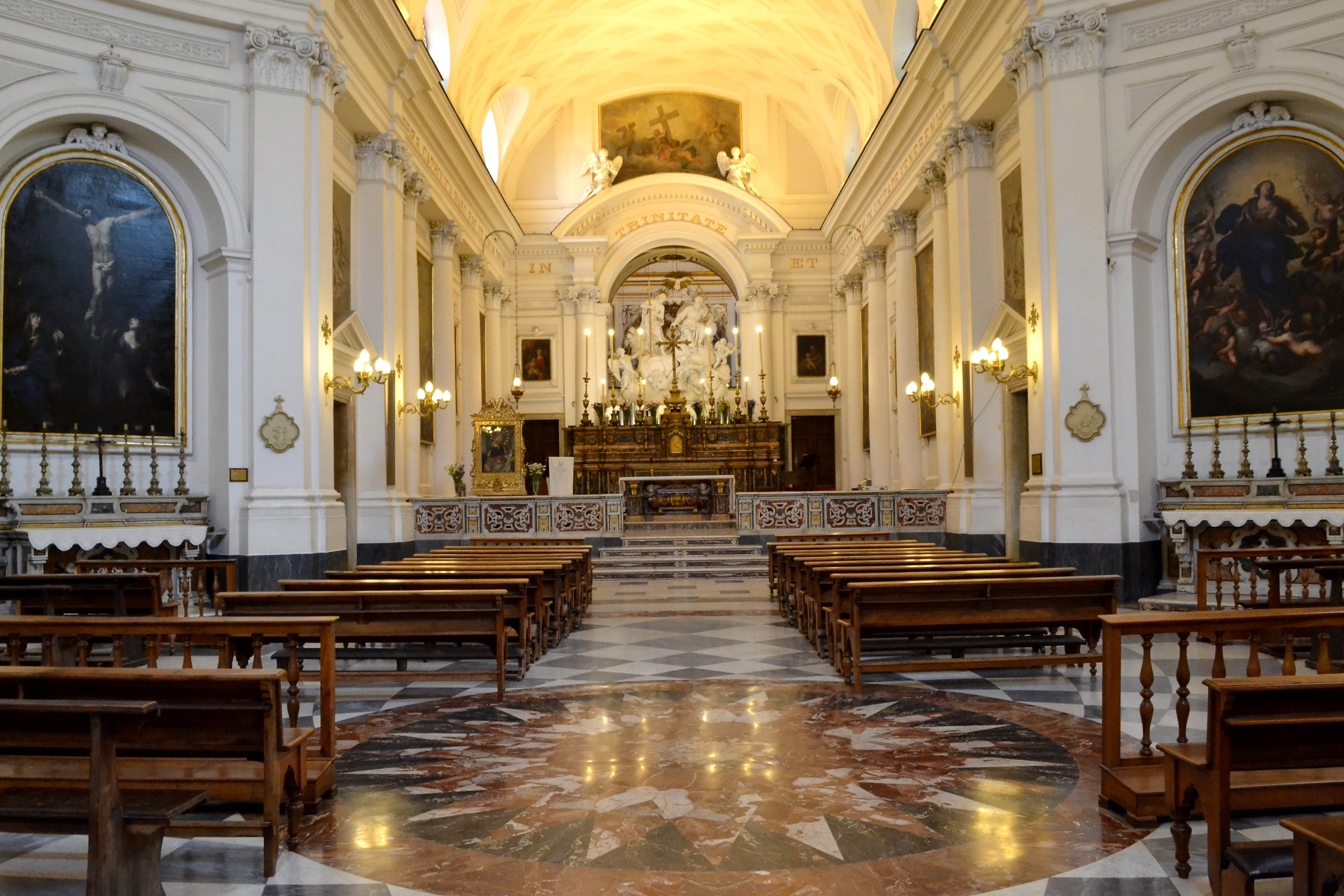
Santissima Trinità dei Pellegrini

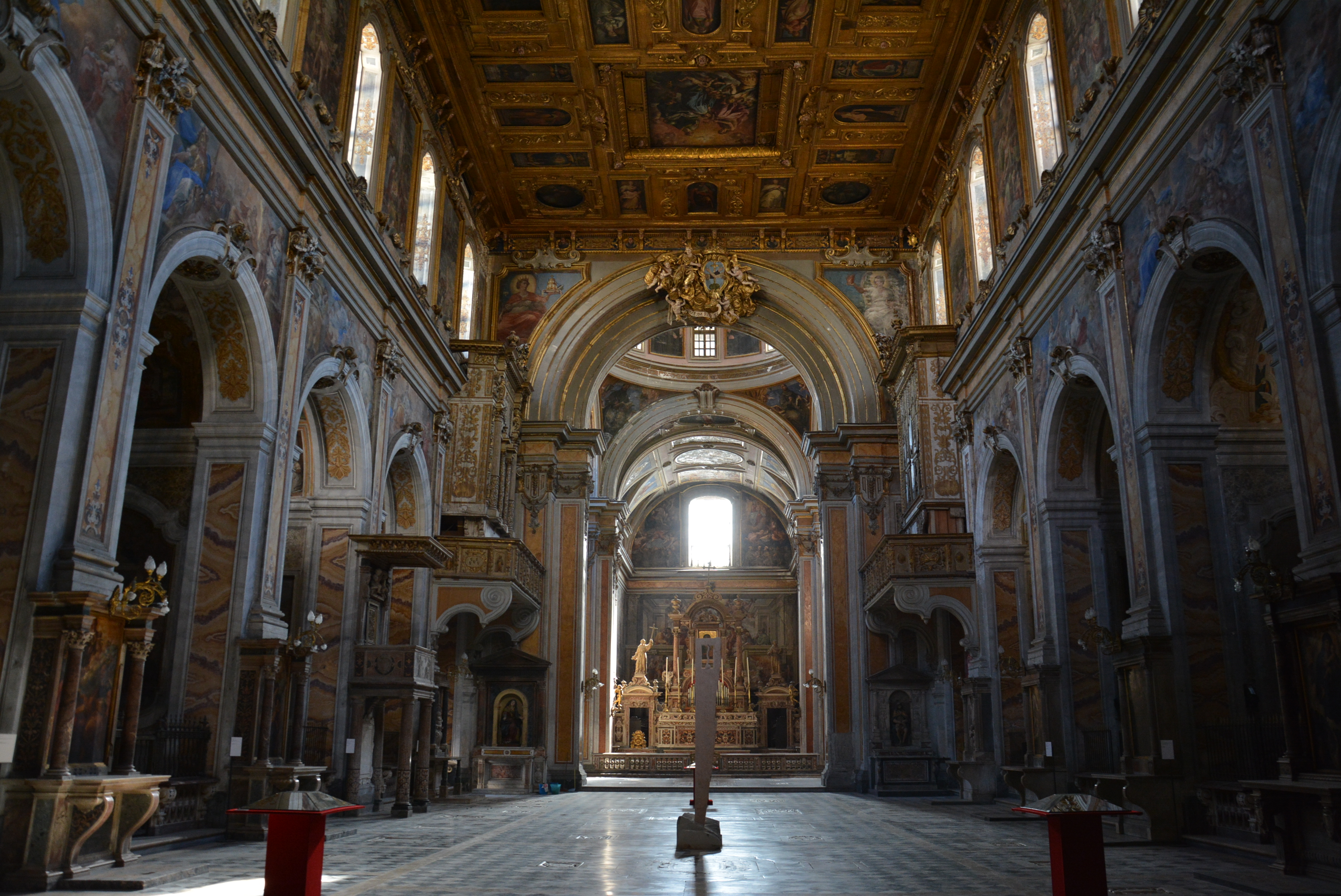
Santa Maria la Nova

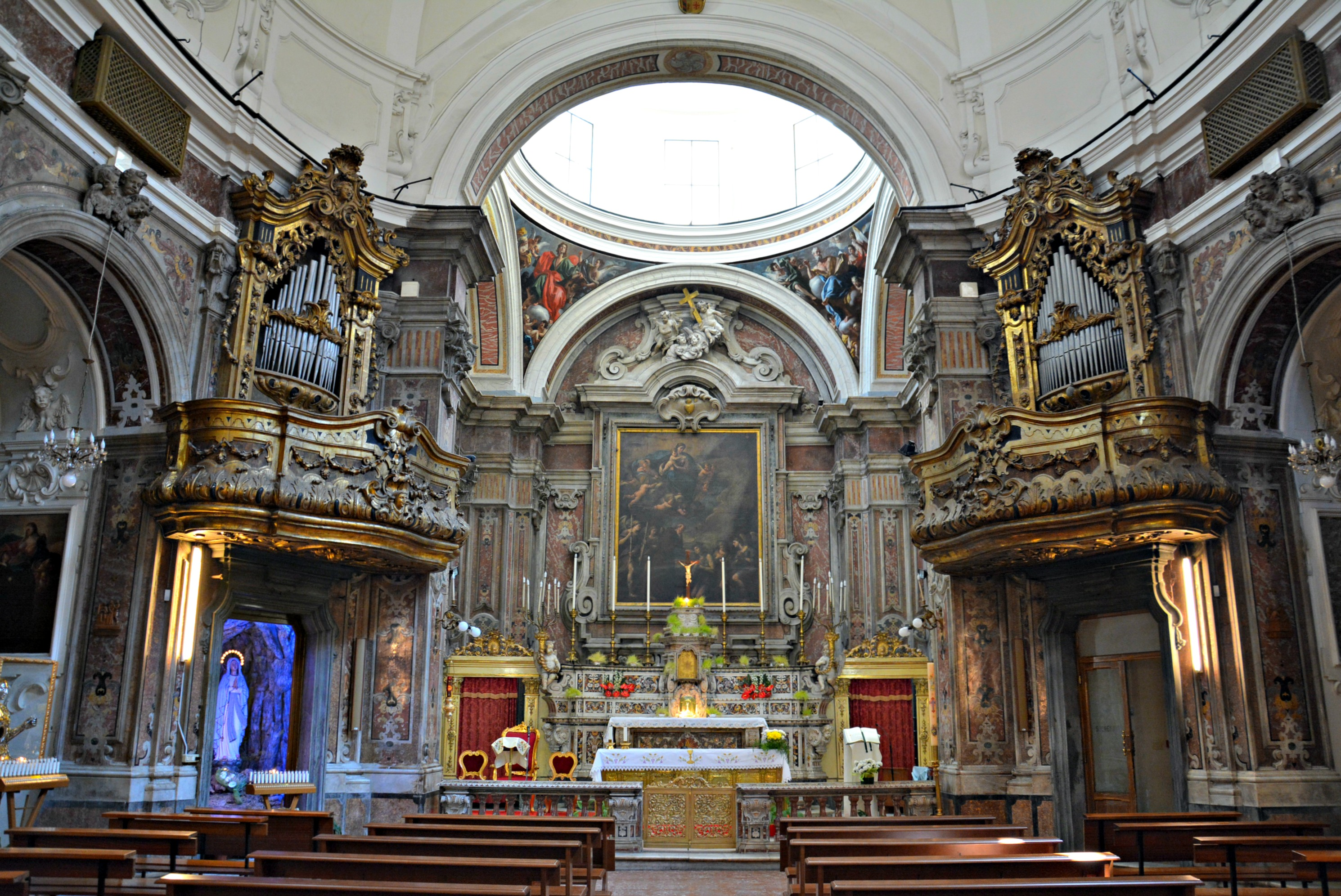
Santa Maria Egiziaca a Forcella

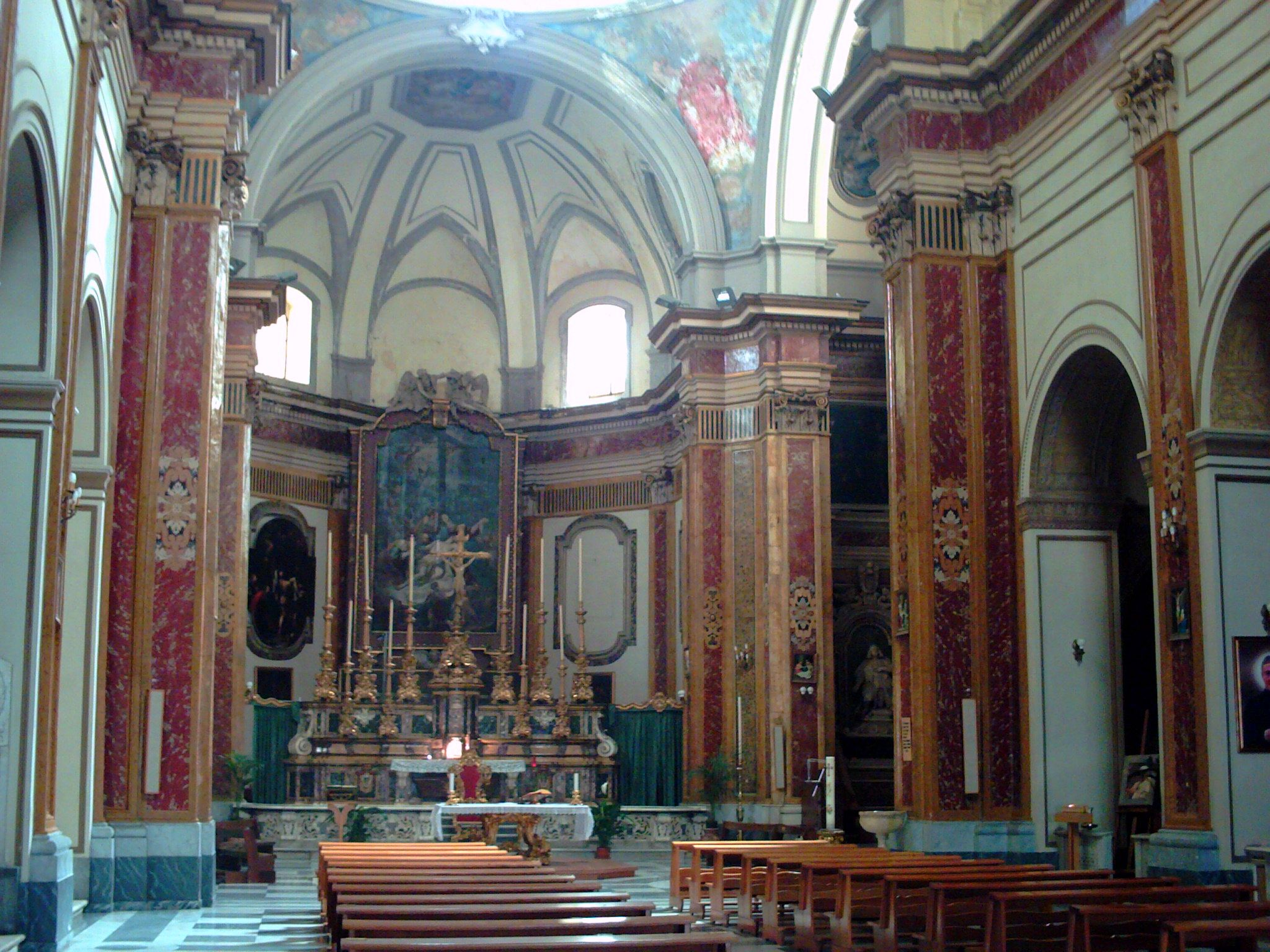
Chiesa della Pietà dei Turchini

- Chiesa anglicana (anglikanische Kirche von Neapel)
- Chiesa Cor Jesu und ehemaliges Educandato della Santissima Concezione a San Raffaele
- Chiesa dei Pappacoda
- Chiesa dei Santi Alberto e Teresa
- Chiesa dei Santi Apostoli
- Chiesa dei Santi Bernardo e Margherita a Fonseca
- Chiesa dei Santi Bernardo e Margherita (auch genannt: dell’Ordine di Malta)
- Chiesa dei Santi Cosma e Damiano a Porta Nolana
- Chiesa dei Santi Cosma e Damiano ai Banchi Nuovi
- Chiesa dei Santi Crispino e Crispiniano
- Chiesa dei Santi Demetrio e Bonifacio
- Chiesa dei Santi Filippo e Giacomo al vico dei Parrettari
- Chiesa dei Santi Filippo e Giacomo dell’arte dei Fornai
- Chiesa dei Santi Filippo e Giacomo
- Chiesa dei Santi Francesco e Matteo
- Chiesa dei Santi Giovanni e Teresa
- Chiesa dei Santi Marcellino e Festo
- Chiesa dei Santi Marco e Andrea a Nilo
- Chiesa dei Santi Michele ed Omobono
- Chiesa dei Santi Nicandro e Marciano
- Chiesa dei Santi Orsola e Caterina dei Rossi
- Chiesa dei Santi Pellegrino ed Emiliano
- Chiesa dei Santi Pietro e Paolo dei Greci
- Chiesa dei Santi Severino e Sossio
- Chiesa dei Tutti i Santi al borgo Sant’Antonio
- Chiesa del Carminiello ai Mannesi (Ruine)
- Chiesa del Cenacolo
- Chiesa del Divino Amore
- Chiesa del Gesù Bambino all’Olivella
- Chiesa del Gesù delle Monache
- Chiesa del Sacro Cuore al Corso Vittorio Emanuele
- Chiesa del Sacro Cuore e di Santa Rita alla Salute
- Chiesa del Salvatore (im Castel dell’Ovo)
- Chiesa del Santissimo Crocifisso ad Antesaecula
- Chiesa del Santissimo Crocifisso detta la Sciabica (in der Basilica San Paolo Maggiore)
- Chiesa del Santissimo Redentore
- Chiesa del Santissimo Rosario ad Cattolici
- Chiesa del Santo Sepolcro di Cristo
- Chiesa del Santo Sepolcro di Gerusalemme
- Chiesa della Compagnia della Disciplina della Santa Croce
- Chiesa della Concezione a Materdei
- Chiesa della Concezione al Chiatamone
- Chiesa della Confraternita del Santissimo Sacramento
- Chiesa della Congrega di San Giovanni della Disciplina
- Chiesa della Congregazione dei 63 sacerdoti
- Chiesa della Congregazione della Trinità dei Pellegrini
- Chiesa della Consolazione a Carbonara (in der Kirche San Giovanni a Carbonara)
- Chiesa della Croce di Lucca
- Chiesa della Graziella (ehemals Teatro Bartolomeo)
- Chiesa della Nunziatella
- Chiesa della Pace
- Chiesa della Pietà dei Turchini
- Chiesa della Pietatella a Carbonara
- Chiesa della Riconciliazione
- Chiesa della Santissima Annunziata a Fonseca
- Chiesa della Santissima Trinità alla Cesarea
- Chiesa della Santissima Trinità degli Spagnoli
- Chiesa della Santissima Trinità dei Pellegrini
- Chiesa della Sommaria (im Castel Capuano)
- Chiesa dell’Addolorata
- Chiesa dell’Addolorata a Palazzo Cassano Ayerbo D’Aragona
- Chiesa dell’Addolorata a Pontenuovo
- Chiesa dell’Addolorata sulla Salita Miradois
- Chiesa dell’Arciconfraternita dei Lavoratori e dell’Ospedale Pellegrini
- Chiesa dell’Arciconfraternita dei Recitanti del Santissimo Rosario
- Chiesa dell’Arciconfraternita dei Santi Cuori di Gesù e Maria a Cappella Vecchia
- Chiesa dell’Arciconfraternita dei Santissimi Apostoli Pietro e Paolo Basacoena
- Chiesa dell’Arciconfraternita del Cappuccio alla Pietrasanta
- Chiesa dell’Arciconfraternita del Rosario al Vomero
- Chiesa dell’Arciconfraternita del Santissimo Rosario e San Rocco
- Chiesa dell’Arciconfraternita della Santissima Resurrezione
- Chiesa dell’Angelo Custode e delle Anime del Purgatorio alla Pacella
- Chiesa dell’Arciconfraternita dell’Immacolata e San Vincenzo Ferreri
- Chiesa dell’Arciconfraternita di San Filippo Neri a Chiaia
- Chiesa dell’Arciconfraternita di Santa Maria della Sanità

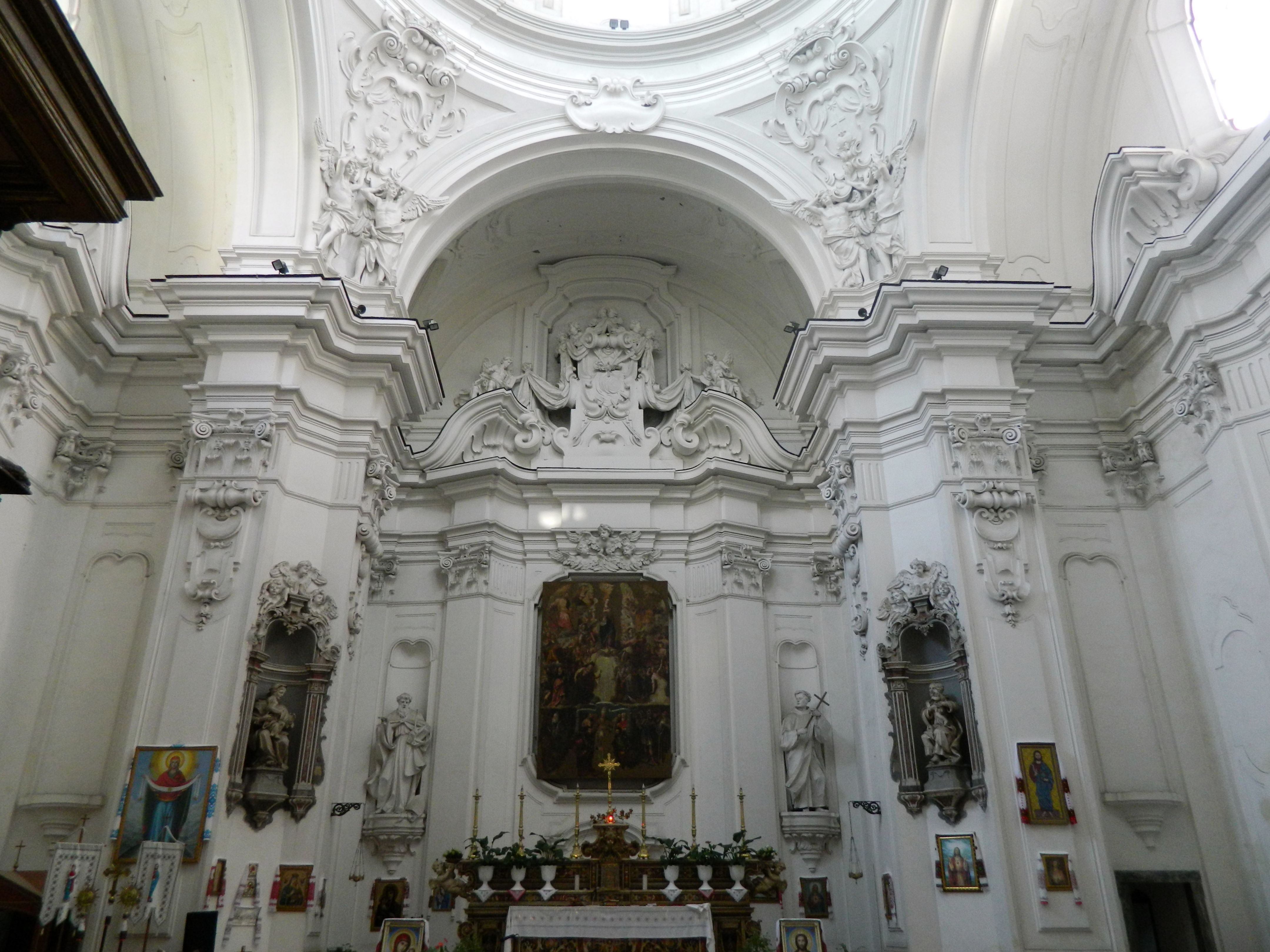
Santa Maria della Pace

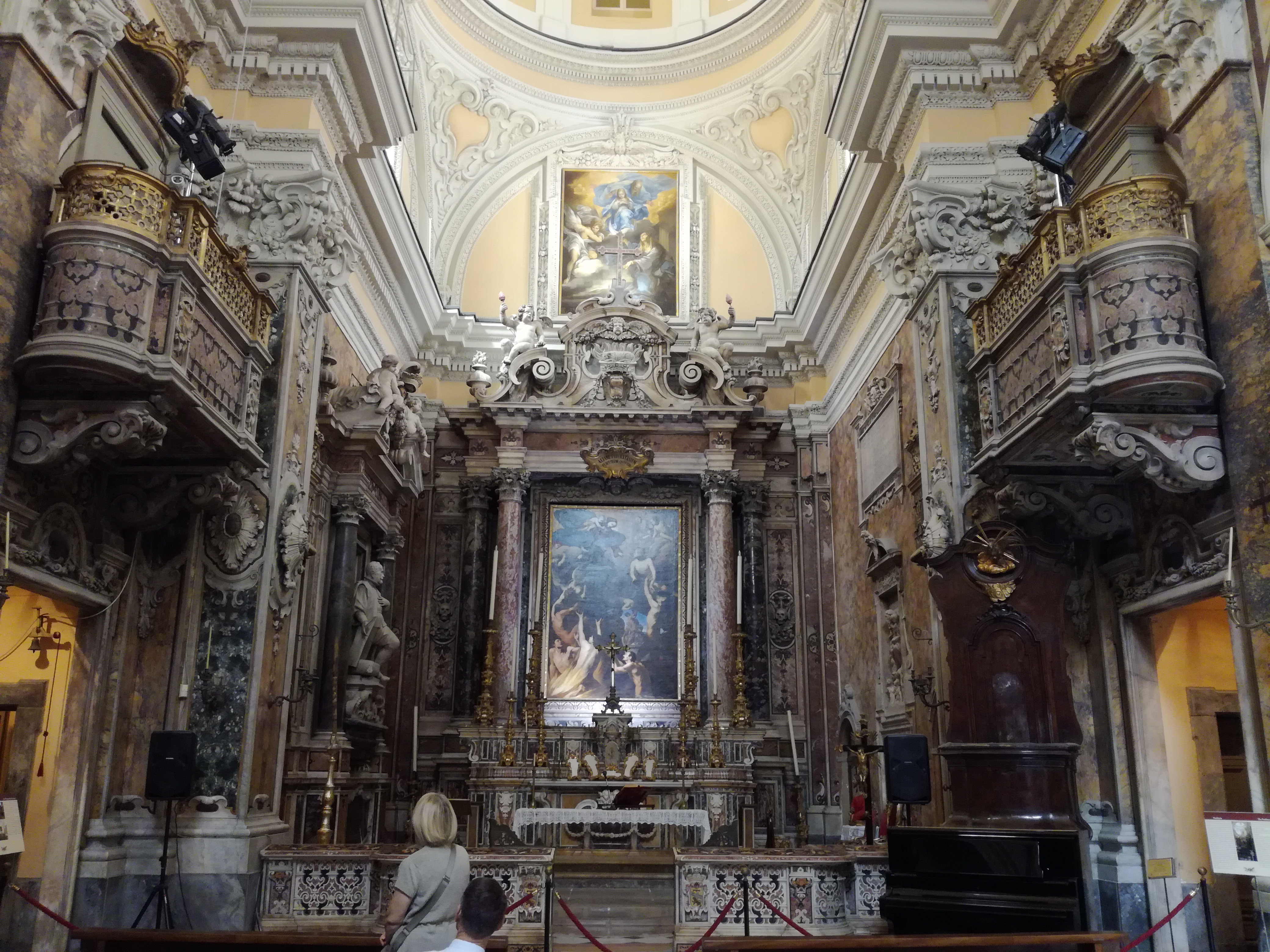
Santa Maria delle Anime del Purgatorio ad Arco

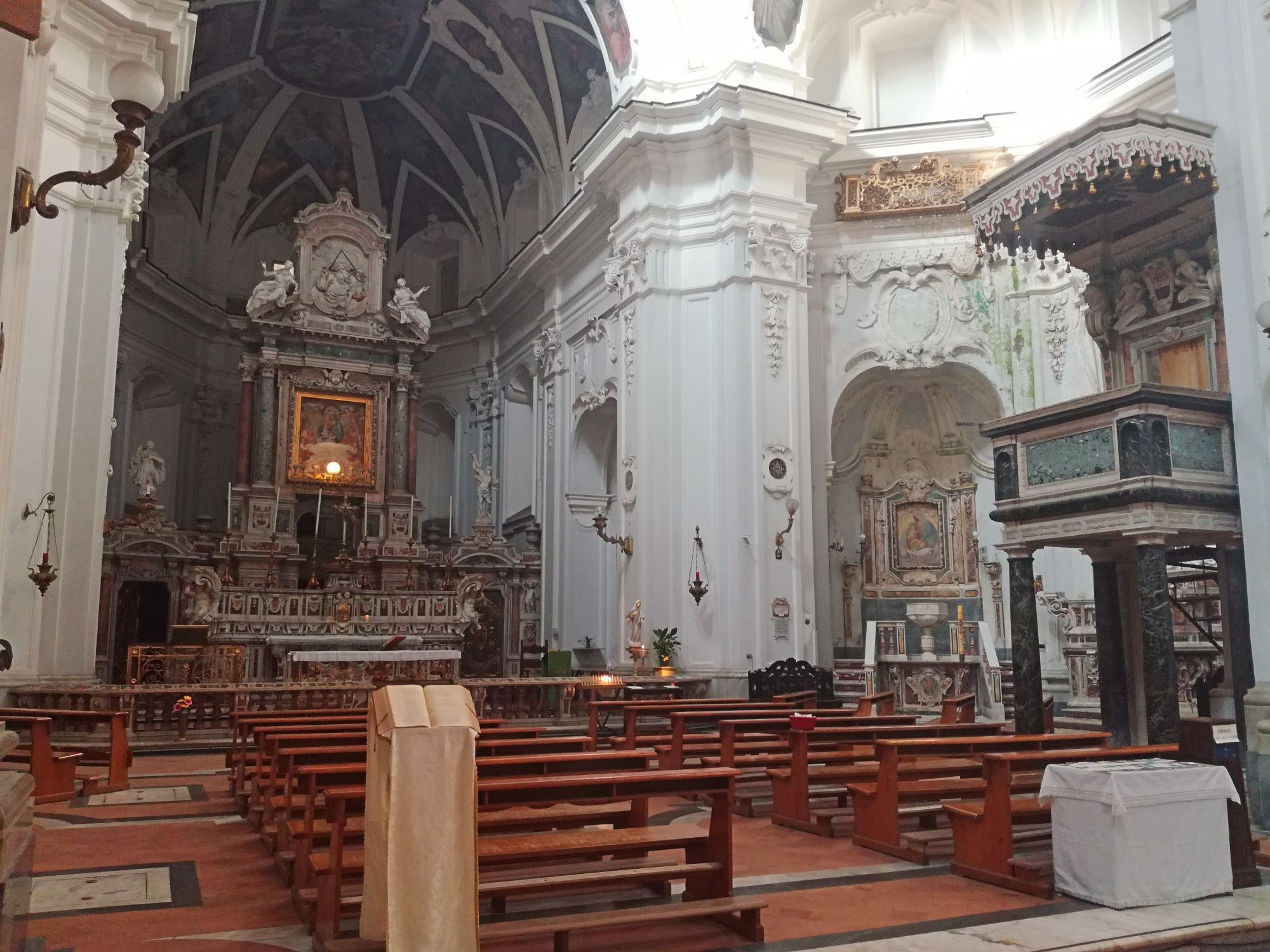
Santa Maria di Costantinopoli

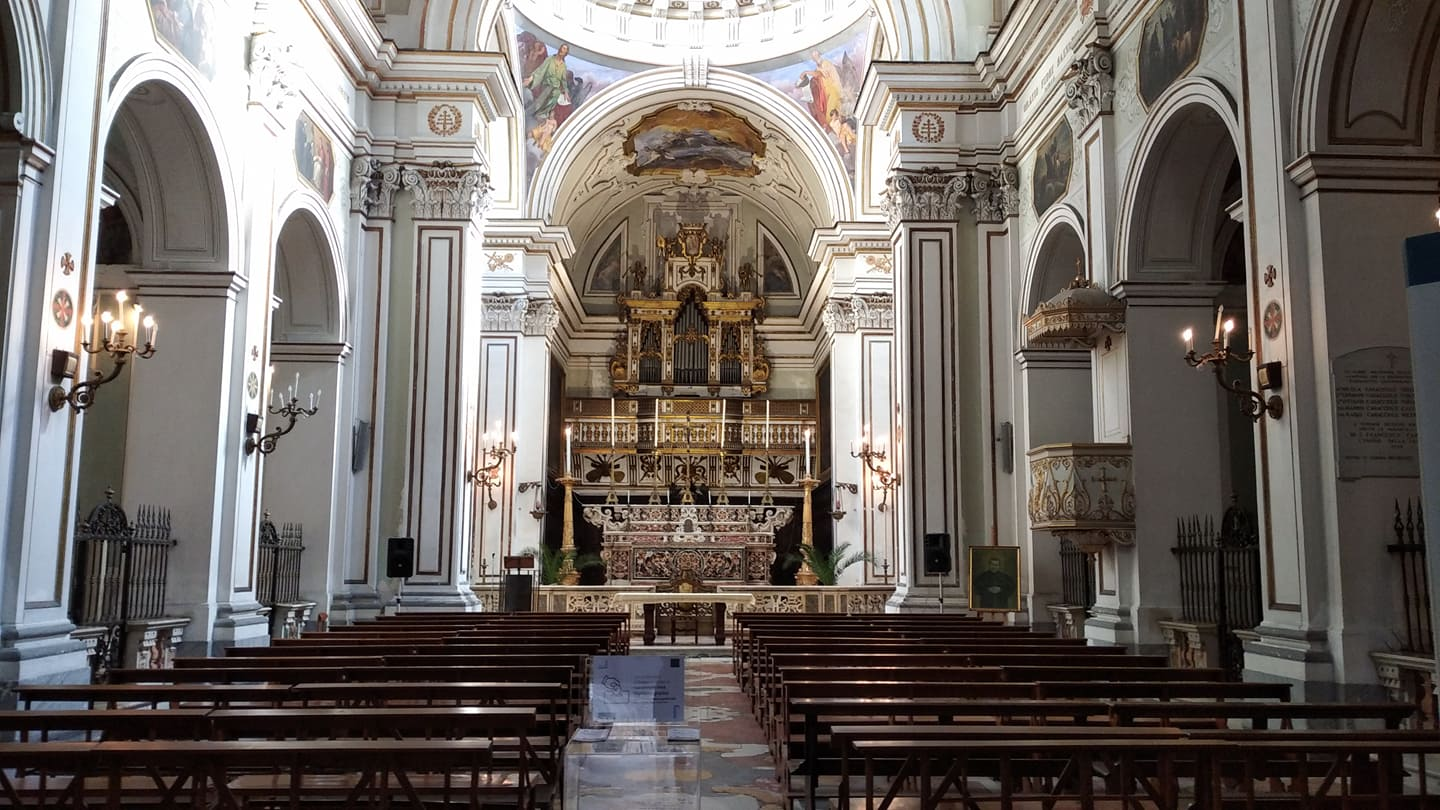
Santa Maria di Monteverginella

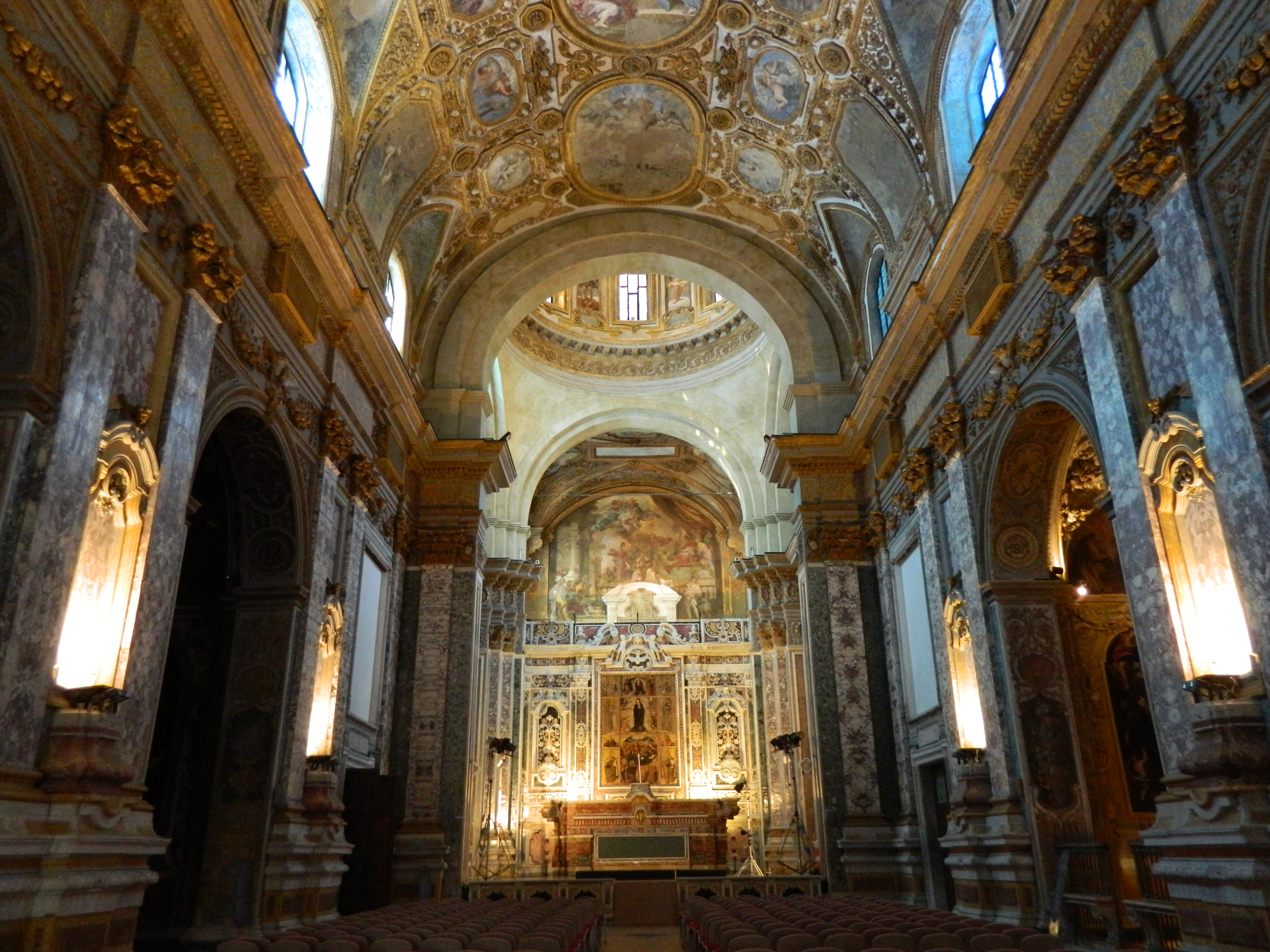
Santa Maria Donnaregina Nuova

- Chiesa dell’Arciconfraternita di Santa Maria della Vittoria alla Torretta (oder Chiesa di Santa Maria della Luce)
- Chiesa dell’Arciconfraternita di Santa Maria dell’Arco (unter der Kirche San Giuseppe dei Ruffi)
- Chiesa dell’Arciconfraternita di Santa Maria del Carmine e di Santa Maria di Tutti i Santi (im Complesso degli Incurabili)
- Chiesa dell’Arciconfraternita di Santa Maria di Piedigrotta

- Chiesa dell’Ascensione a Chiaia

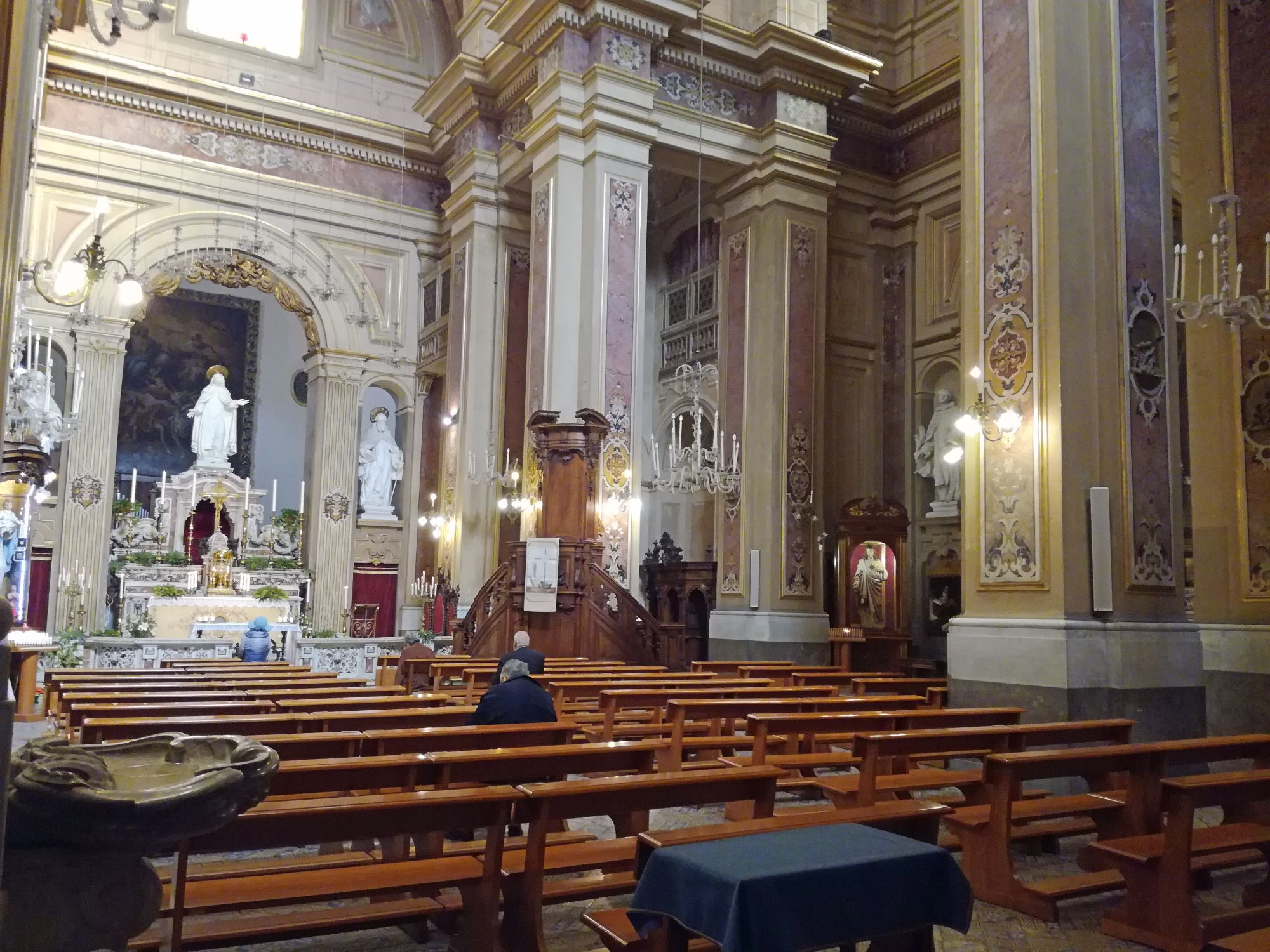
Santa Teresa a Chiaia

- Chiesa dell’Assunta (Cimitero delle Fontanelle)
- Chiesa dell’Assunta dei Cento Sacerdoti
- Chiesa delle Clarisse
- Chiesa delle Crocelle ai Mannesi
- Chiesa dell’Ecce Homo ai Banchi Nuovi
- Chiesa dell’Ecce Homo al Cerriglio
- Chiesa dell’Eremo ai Monti (im Complesso Suor Orsola Benincasa)
- Chiesa dell’Immacolata a Forcella
- Chiesa dell’Immacolata a Vico
- Chiesa dell’Immacolata alle Fontanelle
- Chiesa dell’Immacolata (im Complesso Suor Orsola Benincasa)
- Chiesa dell’Immacolata Concezione e Purificazione di Maria de’ nobili in Montecalvario
- Chiesa dell’Immacolata Concezione e San Gioacchino
- Chiesa dell’Immacolata e San Vincenzo
- Chiesa dell’Immacolatella a Pizzofalcone
- Chiesa dell’Ospedale Fatebenefratelli, ehemals Kirche vom Monastero di Santa Maria del Paradiso
- Chiesa dell’Ospedale di Santa Maria di Loreto Crispi
- Chiesa di Maria Santissima Assunta in Cielo
- Chiesa di Maria Santissima del Carmine
- Chiesa di Nostra Signora del Pilar im Castel Sant’Elmo
- Chiesa di Palazzo Nunziante
- Chiesa di Palazzo Sanfelice
- Chiesa di Palazzo Troiano Spinelli di Laurino

- Chiesa di San Bartolomeo
- Chiesa di San Benedetto

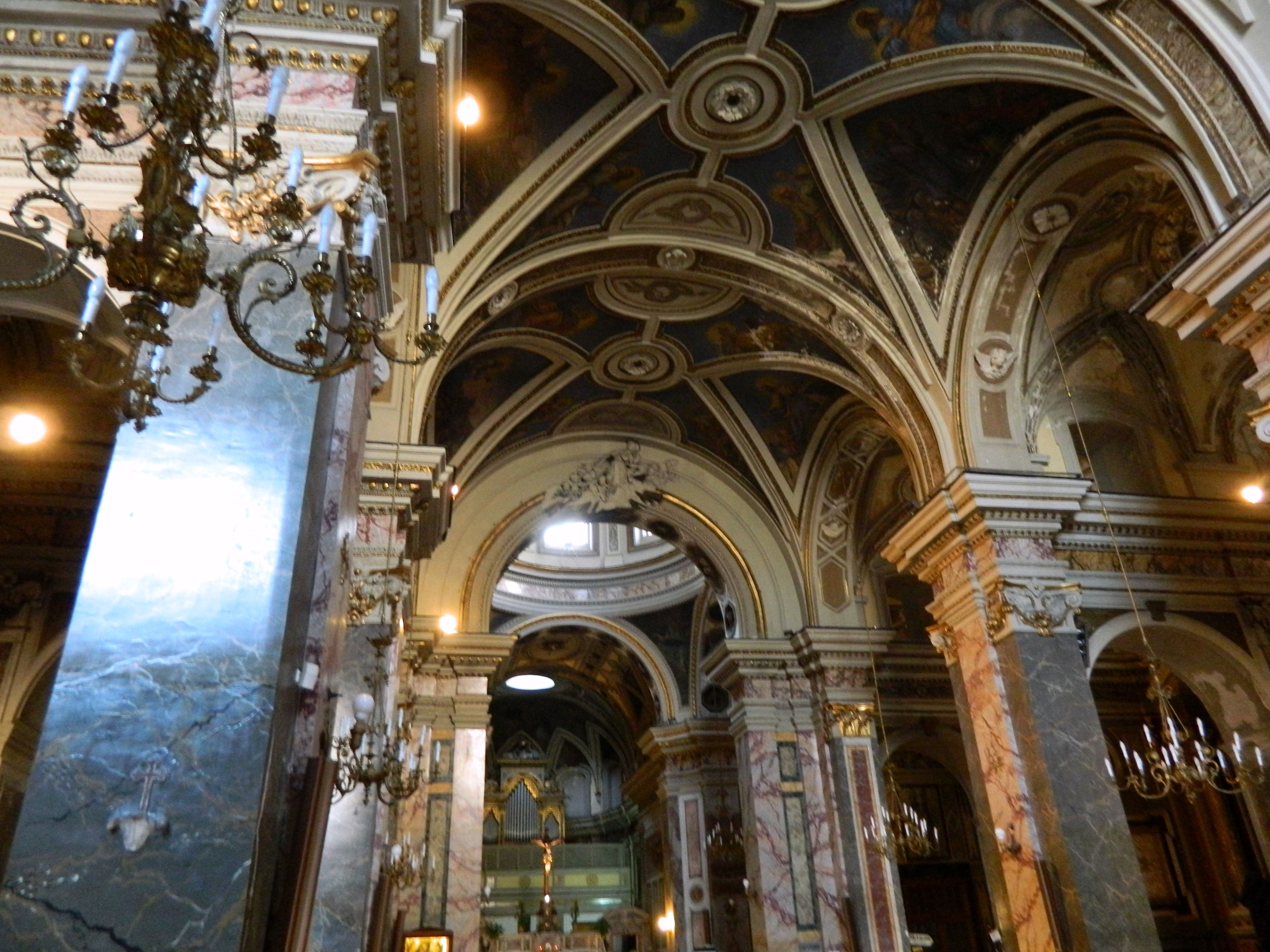
Chiesa di San Domenico Soriano

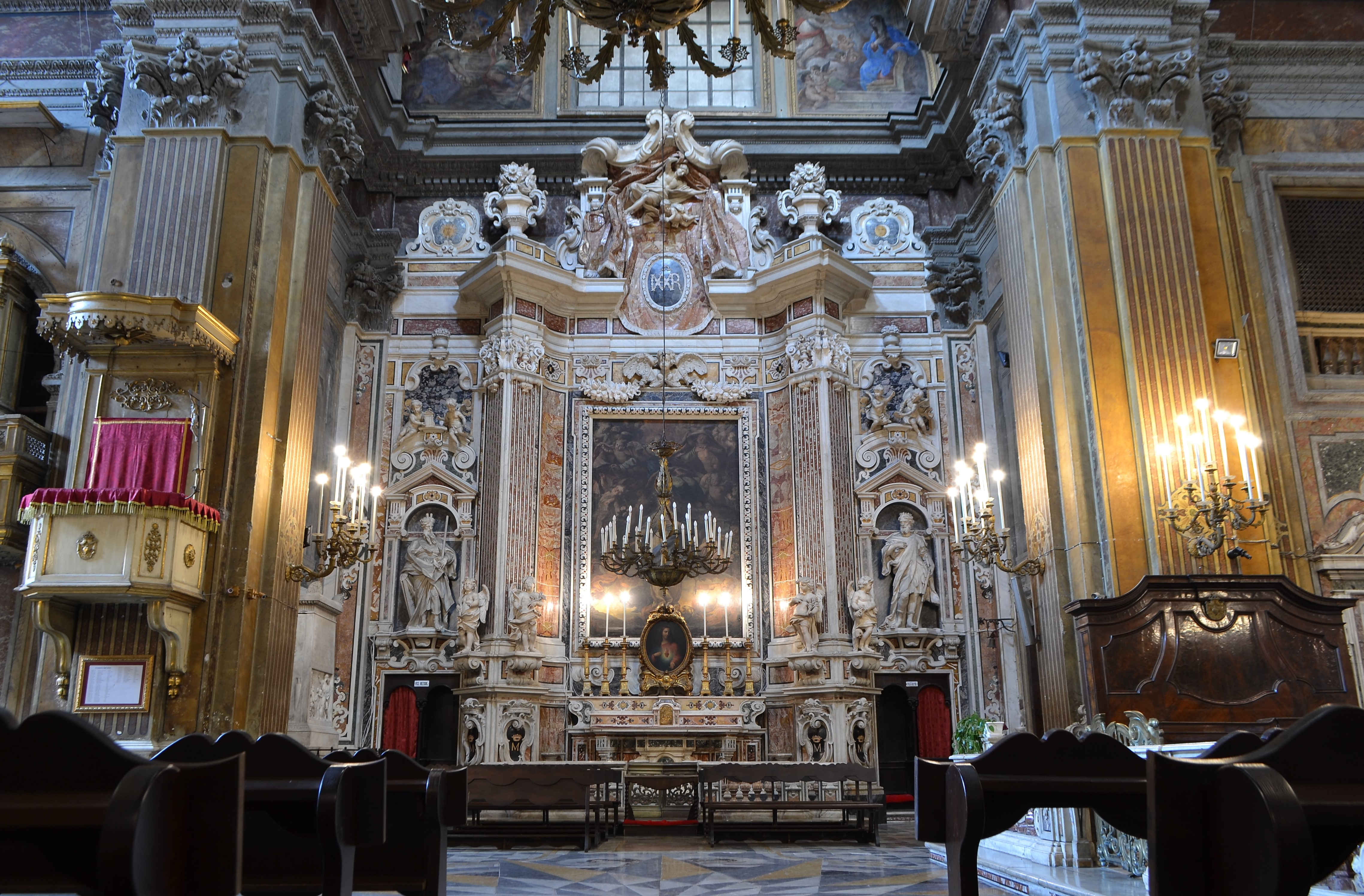
Chiesa di San Ferdinando

- Chiesa di San Biagio ai Taffettanari
- Chiesa di San Biagio dei Caserti
- Chiesa di San Bonaventura
- Chiesa di San Carlo all’Arena
- Chiesa di San Carlo alle Mortelle
- Chiesa di San Domenico Soriano
- Chiesa di San Felice in Pincis
- Chiesa di San Ferdinando
- Chiesa di San Francesco (auf dem Cimitero dei Cappuccini)
- Chiesa di San Francesco d’Assisi a Mergellina
- Chiesa di San Francesco dei Cocchieri
- Chiesa di San Francesco delle Monache
- Chiesa di San Gennaro (im Parco di Capodimonte)
- Chiesa di San Gennaro a Sedil Capuano
- Chiesa di San Gennaro all’Olmo
- Chiesa di San Gennaro dei Cavalcanti (zerstört)
- Chiesa di San Gennaro Spogliamorti
- Chiesa di San Giacomo degli Italiani
- Chiesa di San Giacomo degli Spagnoli
- Chiesa di San Gioacchino a Pontenuovo
- Chiesa di San Giorgio dei Genovesi
- Chiesa di San Giovanni a Carbonara

- Chiesa di San Giovanni a Mare

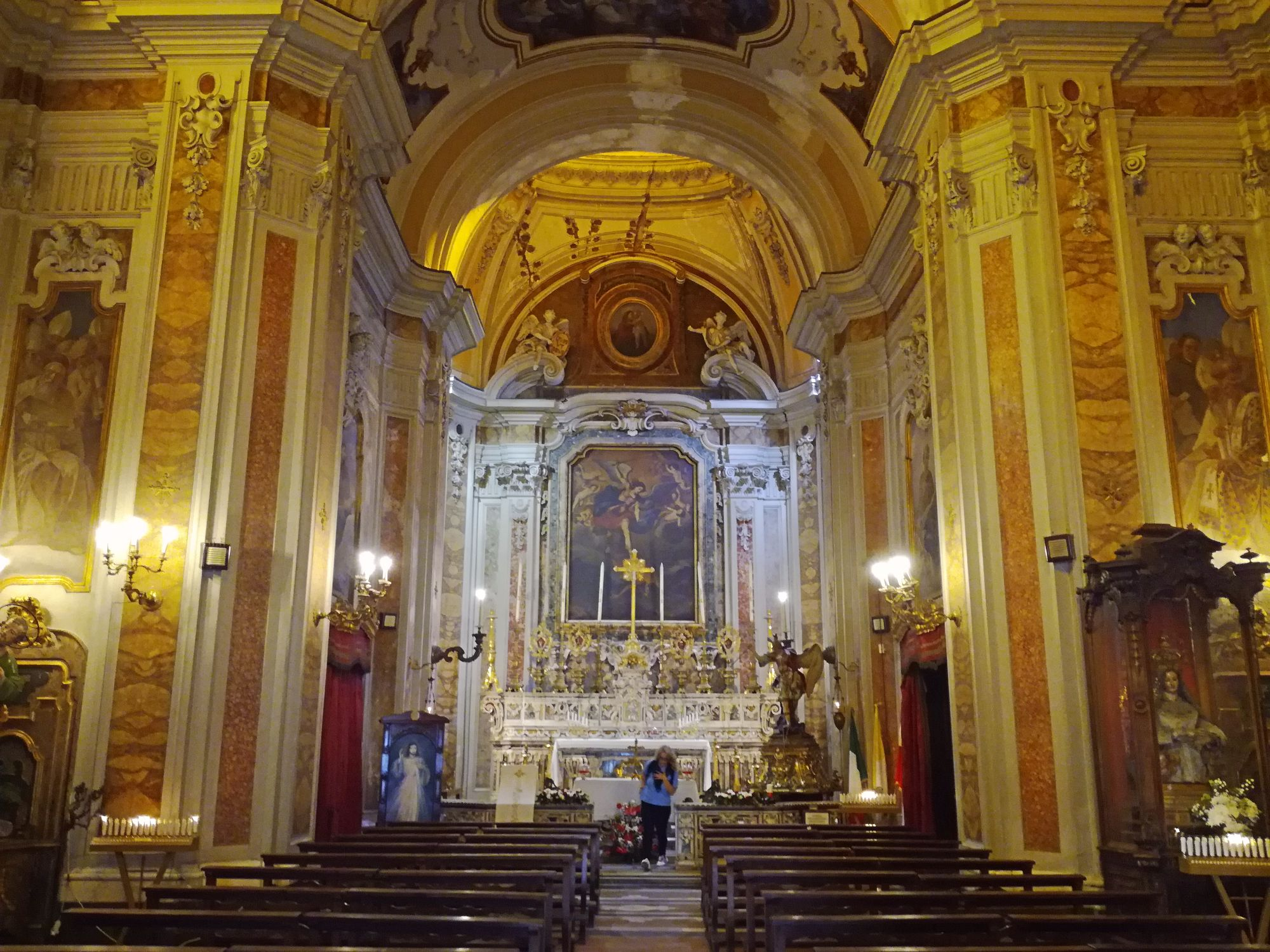
San Michele Arcangelo

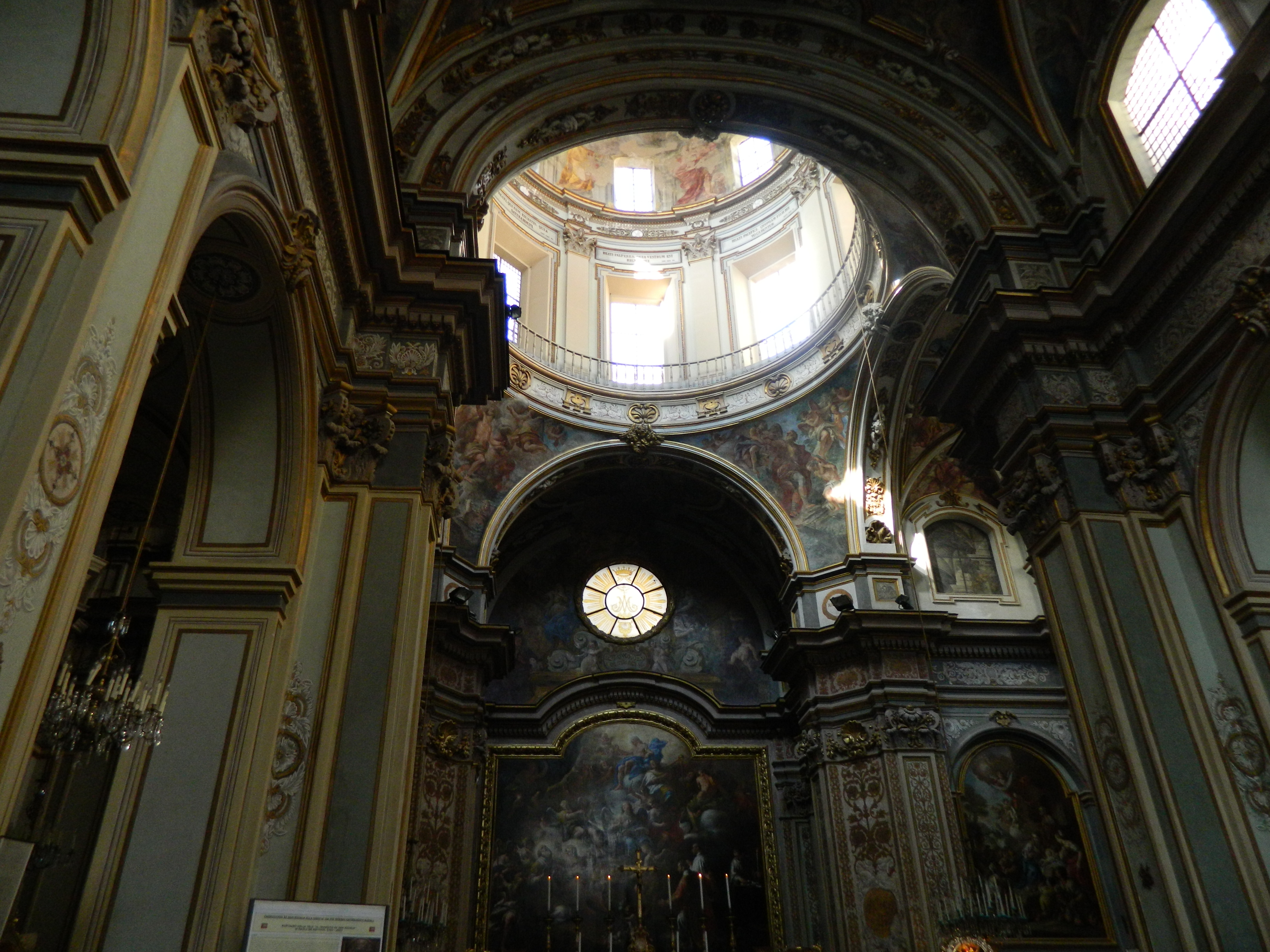
San Nicola alla Carità

- Chiesa di San Giovanni Battista dei Caprettari
- Chiesa di San Giovanni Battista delle Monache
- Chiesa di Chiesa di San Giovanni da Capestrano
- Chiesa di Chiesa di San Girolamo dei Ciechi
- Chiesa di San Girolamo delle Monache
- Chiesa di San Giuseppe a Chiaia
- Chiesa di San Giuseppe dei Nudi
- Chiesa di San Giuseppe dei Ruffi
- Chiesa di San Giuseppe dei Vecchi
- Chiesa di San Giuseppe delle Scalze a Pontecorvo
- Chiesa di San Gregorio Armeno
- Chiesa di San Mattia
- Chiesa di San Michele Arcangelo
- Chiesa di San Nicola a Nilo
- Chiesa di San Nicola a Pistaso (nicht zugänglich)
- Chiesa di San Nicola alla Carità
- Chiesa di San Nicola da Tolentino
- Chiesa di San Nicola dei Caserti (nicht zugänglich)

- Chiesa di San Pantaleone
- Chiesa di San Pasquale a Chiaia

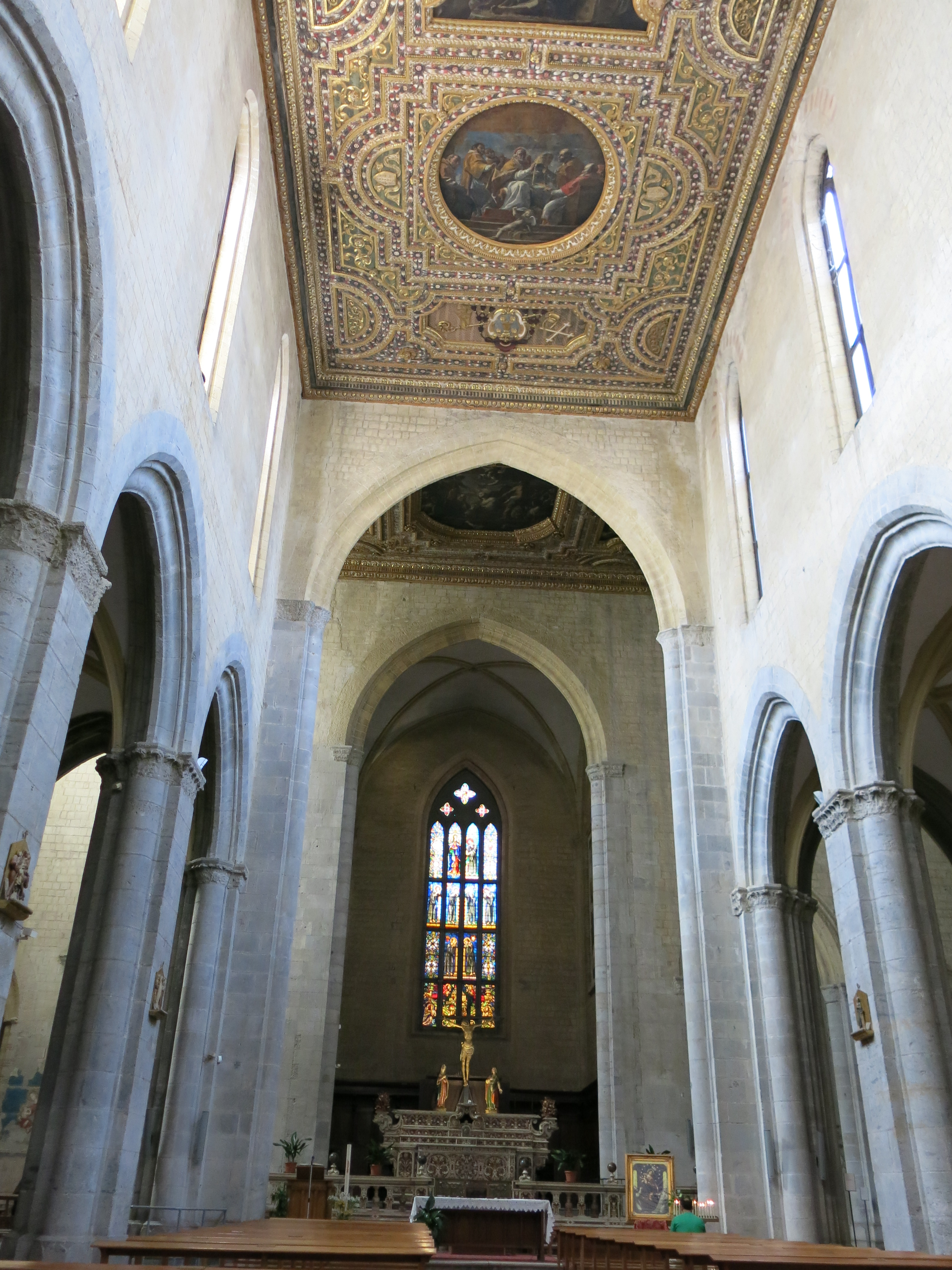
Chiesa di San Pietro a Majella

- Chiesa di San Pietro (im Castel dell’Ovo)
- Chiesa di San Pietro a Fusariello (Ende d. 19. Jhd.s abgerissen)
- Chiesa di San Pietro a Majella
- Chiesa di San Pietro in Vinculis (im Verfall begriffen)
- Chiesa di San Pietro Martire
- Chiesa di San Potito
- Chiesa di San Raffaele (mit angeschlossenem ehemaligem Heim für reuige Büßer)
- Chiesa di San Rocco alla Riviera di Chiaia (gehört zur Fondazione Pietà de'Turchini)
- Chiesa di San Salvatore agli Orefici (umfunktioniert)
- Chiesa di San Severo al Pendino
- Chiesa di San Severo fuori le mura
- Chiesa di San Tarcisio
- Chiesa di San Tommaso a Capuana
- Chiesa di Sant’Agrippino a Forcella
- Chiesa di Sant’Alessio
- Chiesa di Sant’Alfonso all’Arenaccia
- Chiesa di Sant’Andrea Apostolo detta dei Gattoli
- Chiesa di Sant’Andrea dei Cocchieri
- Chiesa di Sant’Angelo a Nilo
- Chiesa di Sant’Angelo a Segno

- Chiesa di Sant’Anna a Capuana
- Chiesa di Sant’Anna a Marconiglio

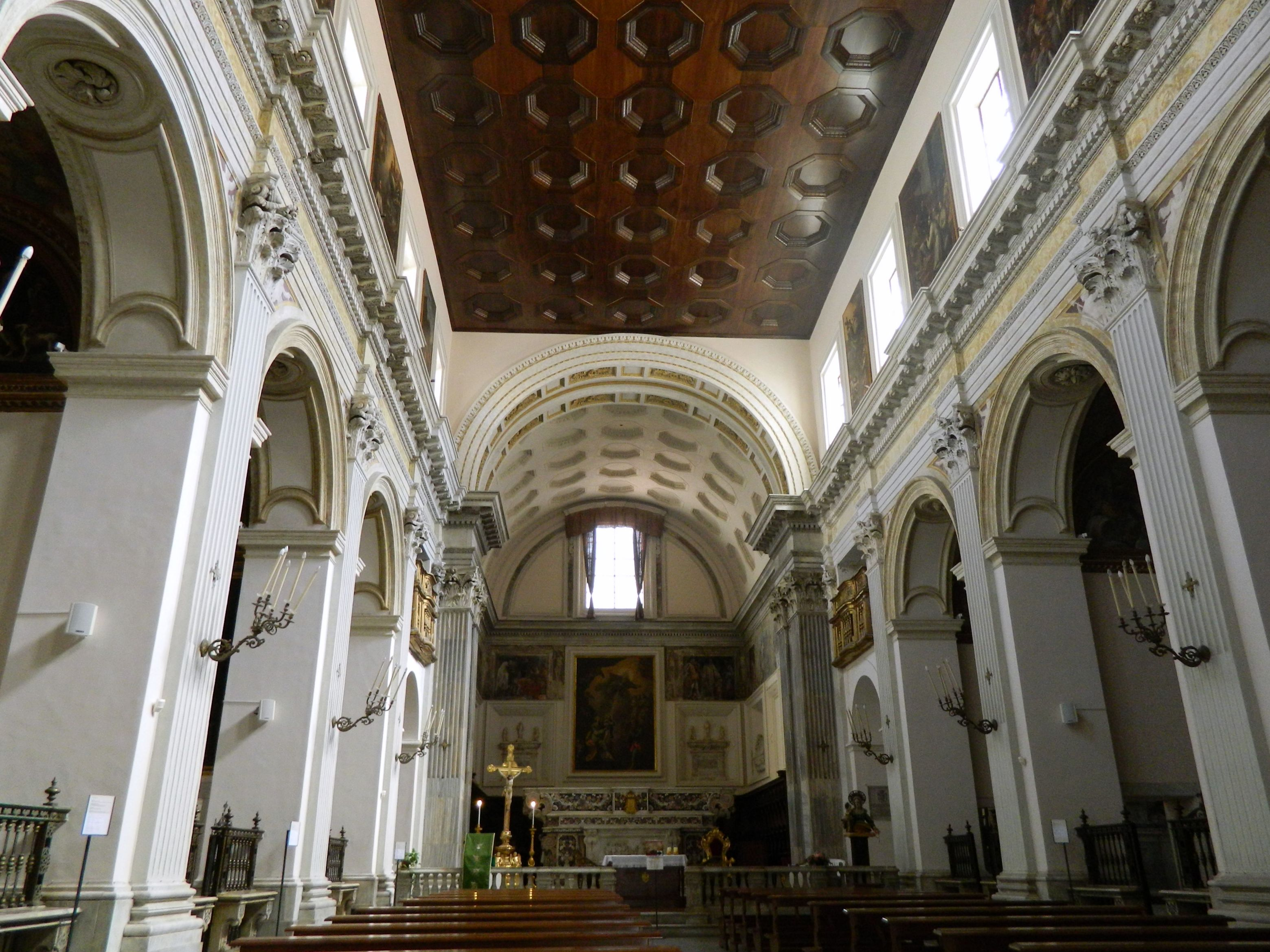
Sant’Anna dei Lombardi

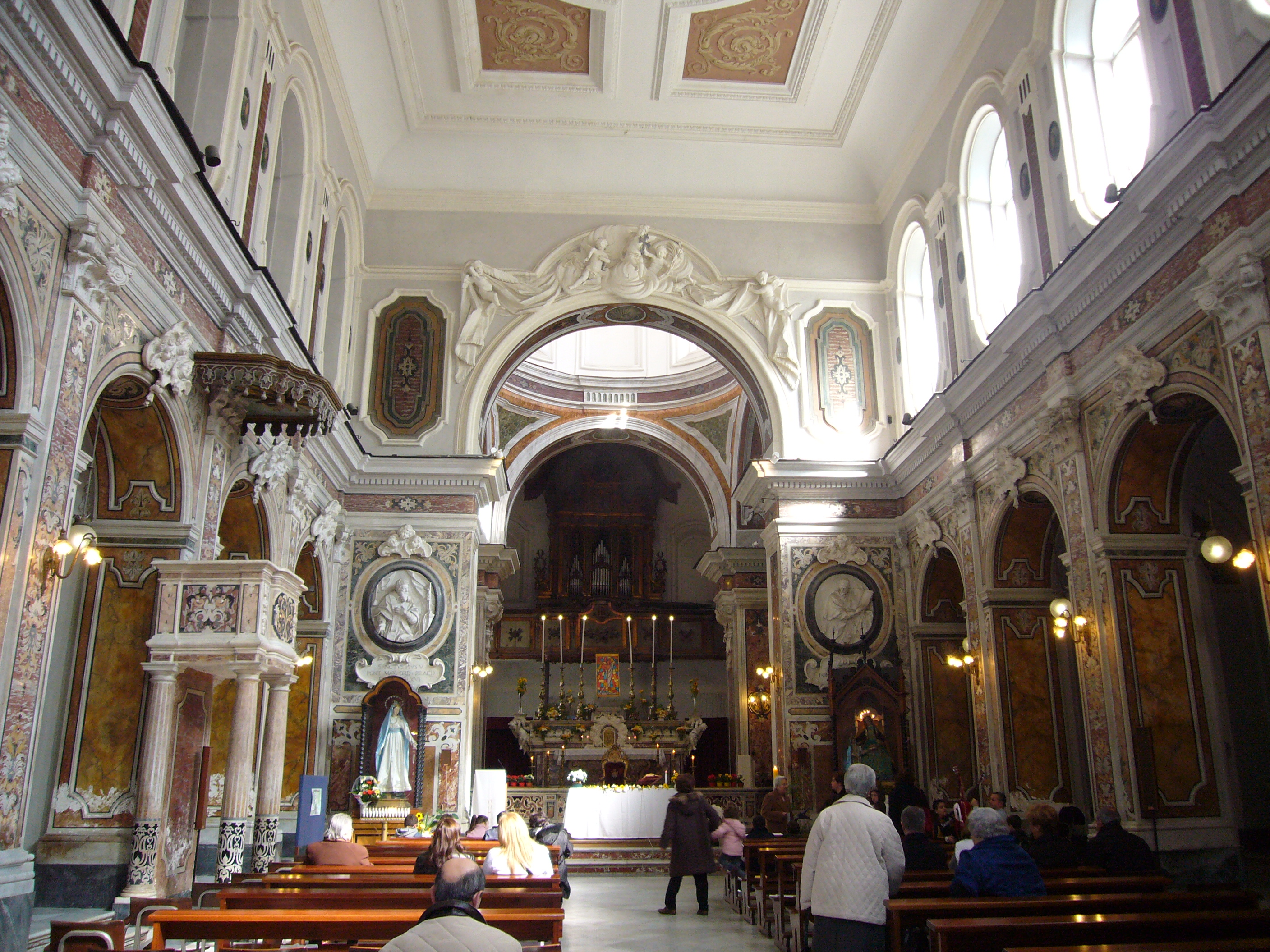
Sant’Anna di Palazzo

- Chiesa di Sant’Anna a Porta Capuana
- Chiesa di Sant’Anna alle Paludi
- Chiesa di Sant’Anna al Trivio
- Chiesa di Sant’Anna dei Lombardi
- Chiesa di Sant’Anna di Palazzo
- Chiesa di Sant’Antoniello a Capuana
- Chiesa di Sant’Antoniello del Sangue di Cristo ai Ventaglieri
- Chiesa di Sant’Antonio a Posillipo
- Chiesa di Sant’Antonio a Tarsia
- Chiesa di Sant’Antonio Abate
- Chiesa di Sant’Antonio ai Monti
- Chiesa di Sant’Antonio alla Vicaria
- Chiesa di Sant’Antonio di Padova (im Kreuzgang von San Lorenzo Maggiore)

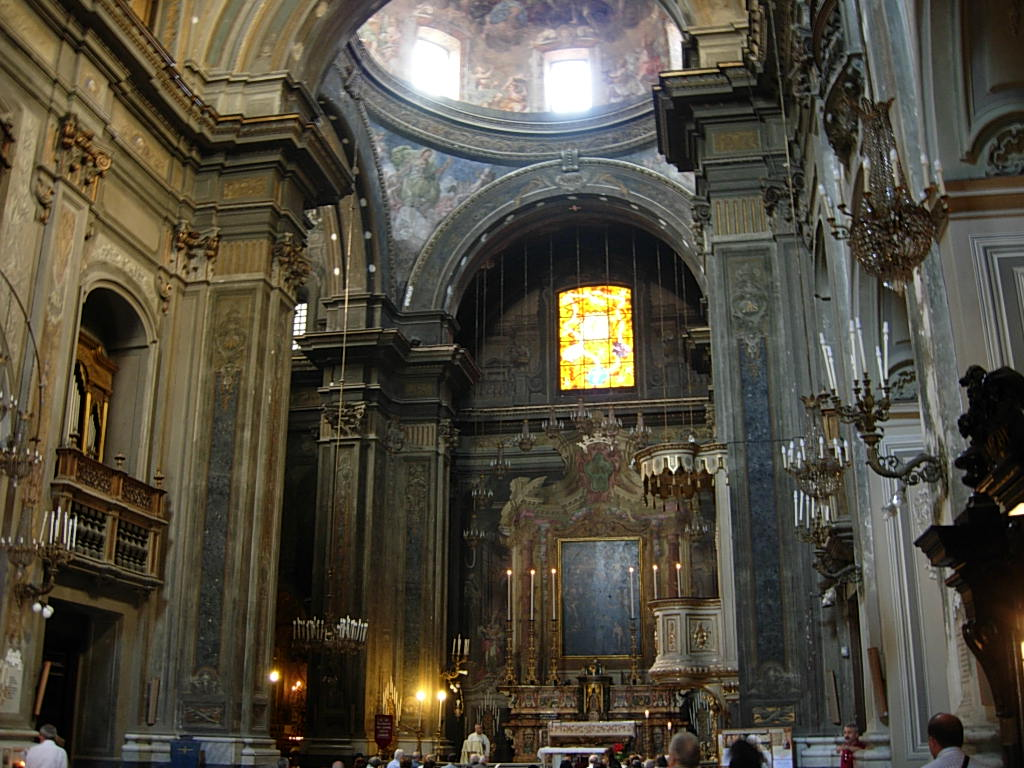
Santa Brigida

- Chiesa di Sant’Arcangelo a Baiano
- Chiesa di Sant’Arcangelo agli Armieri
- Chiesa di Sant’Arcangelo degli Arcamoni
- Chiesa di Sant’Aspreno ai Crociferi
- Chiesa di Sant’Aspreno al Porto
- Chiesa di Santa Barbara dei Marinai (dekonsakriert)
- Chiesa di Santa Brigida

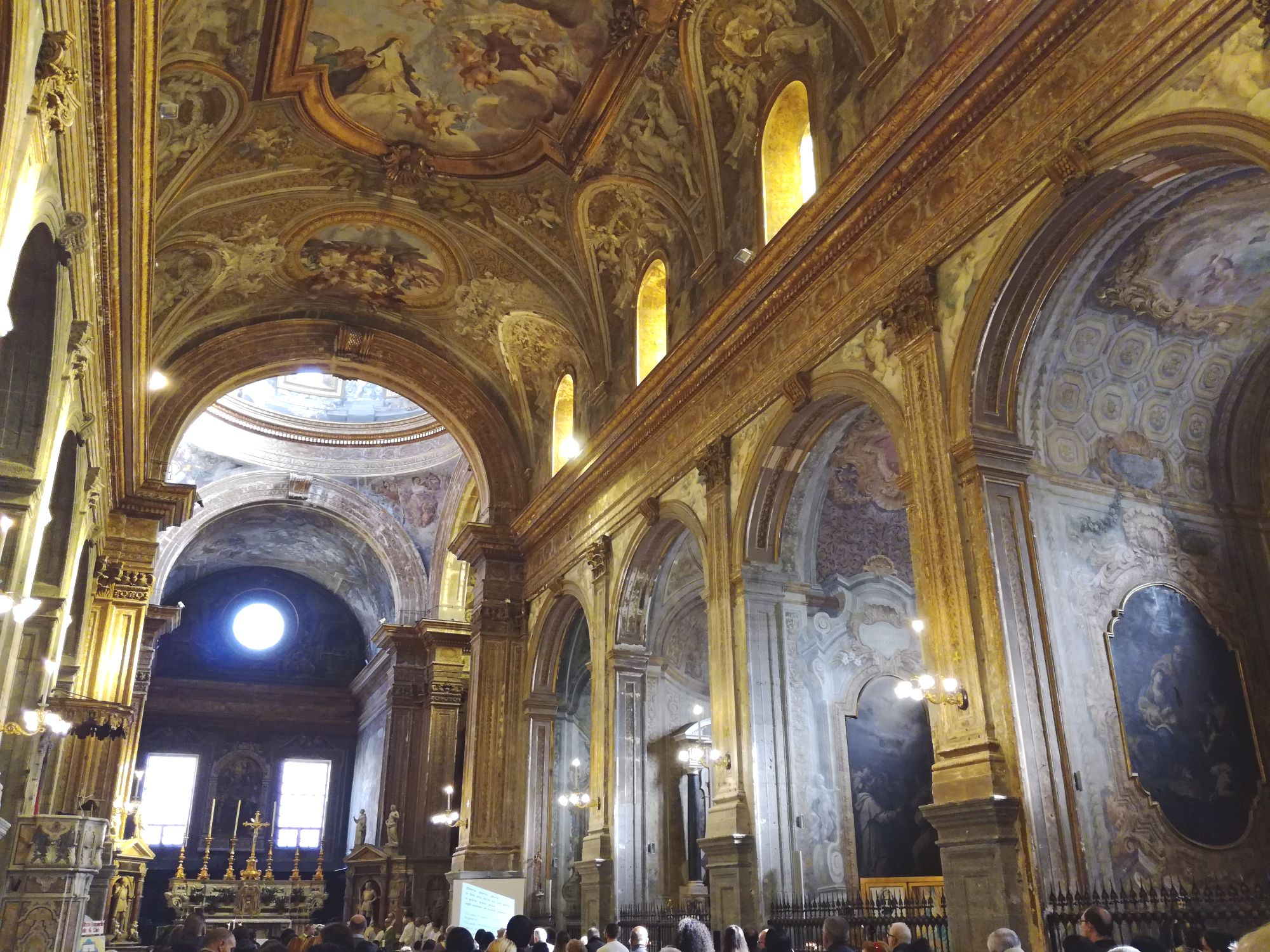
Santa Caterina a Formiello

- Chiesa di Santa Caterina a Chiaia

- Chiesa di Santa Caterina a Formiello
- Chiesa di Santa Caterina al Pallonetto (Reste)
- Chiesa di Santa Caterina da Siena
- Chiesa di Santa Caterina della Spina Corona
- Chiesa di Santa Croce di Palazzo
- Chiesa di Santa Croce e Purgatorio al Mercato
- Chiesa di Santa Luciella a San Biagio dei Librai
- Chiesa di Santa Maria a Cancello (Ruine)
- Chiesa di Santa Maria a Cappella Nuova (zerstört)
- Chiesa di Santa Maria a Lanzati
- Chiesa di Santa Maria a Mare (oder Santa Maria Addolorata)
- Chiesa di Santa Maria a Moneta
- Chiesa di Santa Maria a Piazza (im Verfall)
- Chiesa di Santa Maria a Sicola (im Verfall)
- Chiesa di Santa Maria ad Agnone (im 2. Weltkrieg zerstört)
- Chiesa di Santa Maria ad Ogni Bene dei Sette Dolori
- Chiesa di Santa Maria Addolorata dei Franchis
- Chiesa di Santa Maria Ancillarum
- Chiesa di Santa Maria Antesaecula
- Chiesa di Santa Maria Apparente
- Chiesa di Santa Maria Assunta dei Pignatelli
- Chiesa di Santa Maria Avvocata dei Peccatori
- Chiesa di Santa Maria Avvocata
- Chiesa di Santa Maria degli Angeli alle Croci
- Chiesa di Santa Maria degli Angeli detta del Cappuccio
- Chiesa di Santa Maria dei Bianchi dell’Arte dei Verdummari
- Chiesa di Santa Maria dei Miracoli
- Chiesa di Santa Maria dei Vergini
- Chiesa di Santa Maria della Rotonda e grotta di Betlemme
- Chiesa di Santa Maria del Ben Morire
- Chiesa di Santa Maria del Carmine e San Giovanni Battista
- Chiesa di Santa Maria del Faro
- Chiesa di Santa Maria del Monte dei Poveri (im Verfall)
- Chiesa di Santa Maria del Parto a Mergellina
- Chiesa di Santa Maria del Popolo (im: Complesso degli Incurabili)
- Chiesa di Santa Maria del Presidio (demoliert und dekonsakriert)
- Chiesa di Santa Maria del Rifugio
- Chiesa di Santa Maria del Rimedio al Molo Grande
- Chiesa di Santa Maria del Rosario a Portamedina
- Chiesa di Santa Maria del Rosario alle Pigne
- Chiesa di Santa Maria del Soccorso (Capodimonte)
- Chiesa di Santa Maria del Soccorso all’Arenella
- Chiesa di Santa Maria della Candelora (dekonsakriert und verfallen)

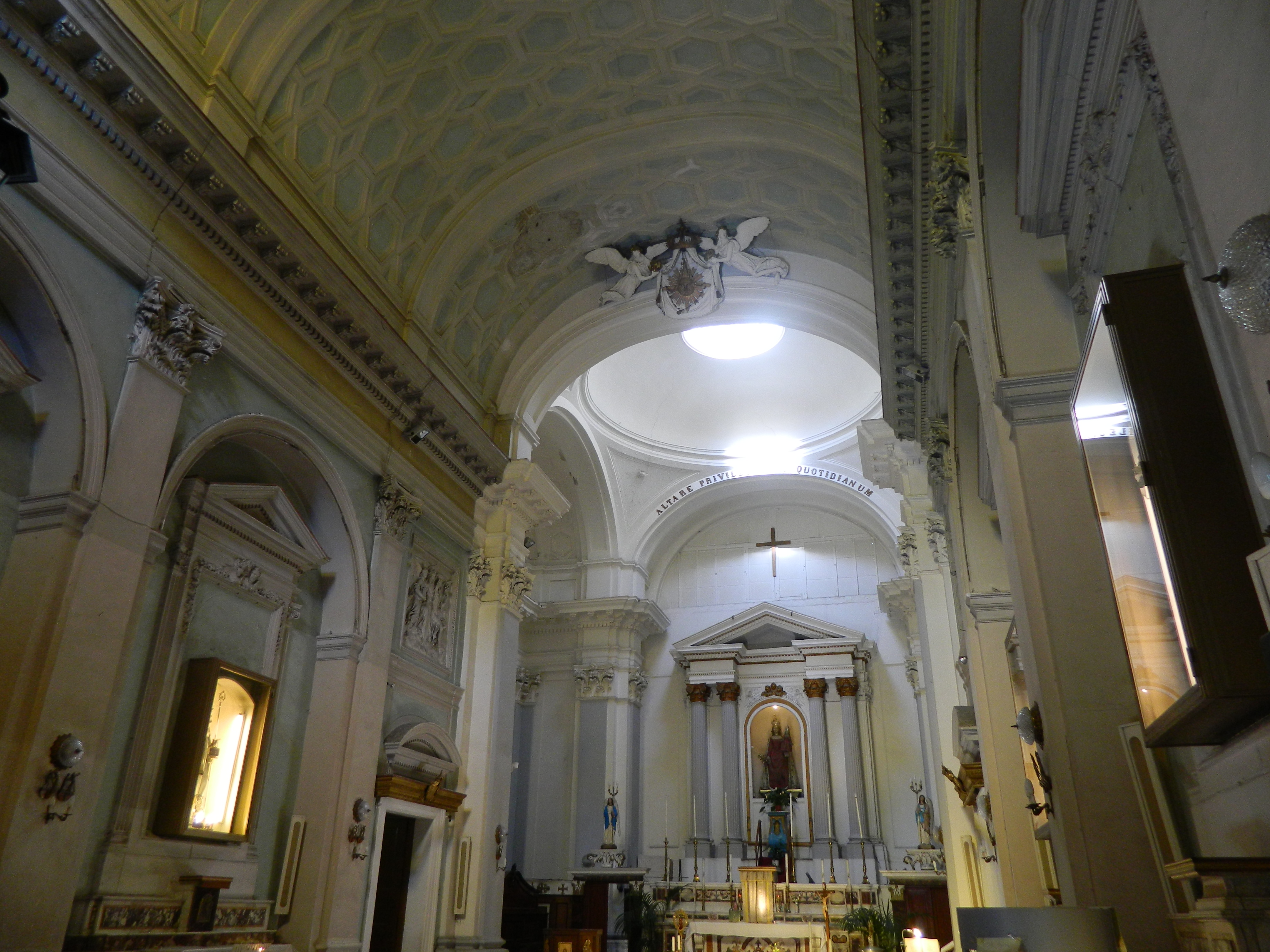
Santa Maria della Carità

- Chiesa di Chiesa di Santa Maria della Carità
- Chiesa di Chiesa di Santa Maria della Catena
- Chiesa di Santa Maria della Colonna (ehemals Teil des Conservatorio dei Poveri di Gesù Cristo)
- Chiesa di Santa Maria della Concezione a Montecalvario
- Chiesa di Santa Maria della Concordia
- Chiesa di Santa Maria della Consolazione a Villanova
- Chiesa di Santa Maria della Consolazione e Buona Morte (via San Giovanni e Paolo – Zurlo)
- Chiesa di Santa Maria della Fede
- Chiesa di Santa Maria della Lettera
- Chiesa di Santa Maria della Mercede a Montecalvario
- Chiesa di Santa Maria della Mercede e Sant’Alfonso Maria de’ Liguori
- Chiesa di Santa Maria della Misericordia ai Vergini
- Chiesa di Santa Maria della Misericordia e Angelo Custode
- Chiesa di Santa Maria della Neve in San Giuseppe

- Chiesa di Santa Maria della Pace
- Chiesa di Santa Maria della Purità alla Salità del Ritiro alla Purità
- Chiesa di Santa Maria della Purità al Vomero
- Chiesa di Santa Maria della Purità degli Orefici
- Chiesa di Santa Maria della Purità e Sant’Anna
- Chiesa di Santa Maria della Salute
- Chiesa di Santa Maria della Sapienza
- Chiesa di Santa Maria della Scala
- Chiesa di Santa Maria della Solitaria (1824 abgerissen)
- Chiesa di Santa Maria della Speranza
- Chiesa di Santa Maria della Stella alle Paparelle
- Chiesa di Santa Maria della Stella
- Chiesa di Santa Maria della Verità
- Chiesa di Santa Maria della Vita
- Chiesa di Santa Maria della Vittoria
- Chiesa di Santa Maria della Vittoria e Santissima Trinità all’Anticaglia

- Chiesa di Santa Maria dell’Aiuto
- Chiesa di Santa Maria dell’Amore
- Chiesa di Santa Maria dell’Anima a Parco Margherita
- Chiesa di Santa Maria dell’Arco a Portanova
- Chiesa di Santa Maria dell’Arco in via Soprammuro
- Chiesa di Santa Maria delle Anime del Purgatorio ad Arco
- Chiesa di Chiesa di Santa Maria delle Grazie
- Chiesa di Chiesa di Santa Maria delle Grazie a Capodimonte
- Chiesa di Chiesa di Santa Maria delle Grazie a Piazza Cavour
- Chiesa di Santa Maria delle Grazie a Toledo
- Chiesa di Santa Maria delle Grazie alla Zabatteria (1981 zerstört)
- Chiesa di Santa Maria delle Grazie all’Orto del Conte
- Chiesa di Santa Maria delle Grazie in Sant’Antonio di Padova a Calata San Francesco

- Chiesa di Santa Maria delle Mosche
- Chiesa di Santa Maria dell’Olivella
- Chiesa di Santa Maria di Bellavista
- Chiesa di Santa Maria di Caravaggio
- Chiesa di Santa Maria di Costantinopoli
- Chiesa di Santa Maria di Gerusalemme
- Chiesa di Santa Maria di Monserrato
- Chiesa di Santa Maria di Montesanto
- Chiesa di Santa Maria di Monteverginella
- Chiesa di Santa Maria di Piedigrotta al Lavinaio
- Chiesa di Santa Maria di Piedigrotta
- Chiesa di Santa Maria di Portosalvo
- Chiesa di Santa Maria Donnalbina
- Chiesa di Santa Maria Donnaregina
- Chiesa di Santa Maria Donnaregina Nuova

- Chiesa di Santa Maria Donnaromita

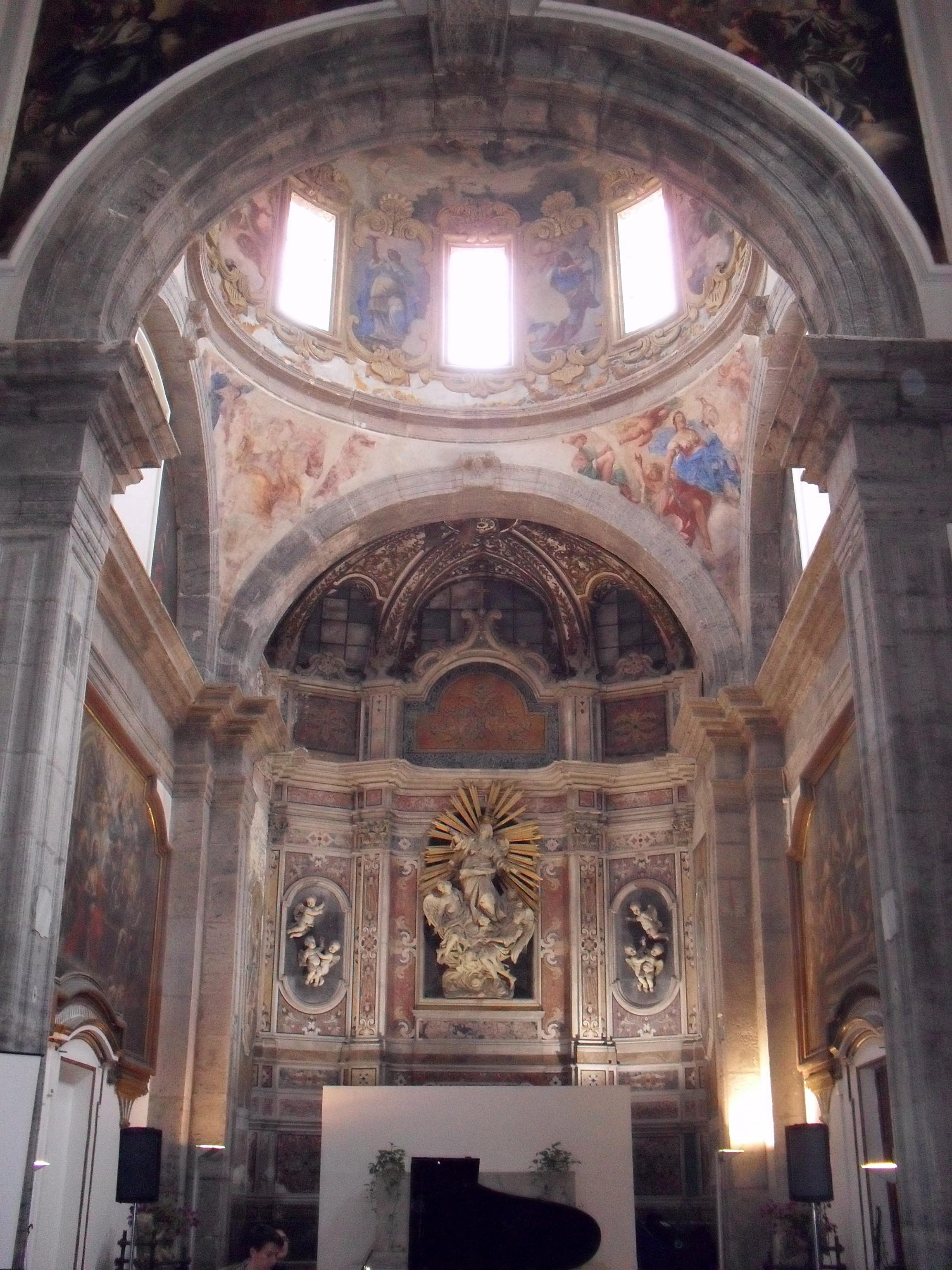
Santa Maria Donnaromita

- Chiesa di Santa Maria Egiziaca a Forcella
- Chiesa di Santa Maria Egiziaca a Pizzofalcone
- Chiesa di Santa Maria Francesca delle Cinque Piaghe
- Chiesa di Santa Maria in Cosmedin
- Chiesa di Santa Maria in Portico
- Chiesa di Santa Maria Incoronata
- Chiesa di Santa Maria la Bruna a vicolo Scassacocchi (im Verfall)

- Chiesa di Santa Maria la Nova
- Chiesa di Santa Maria la Palma

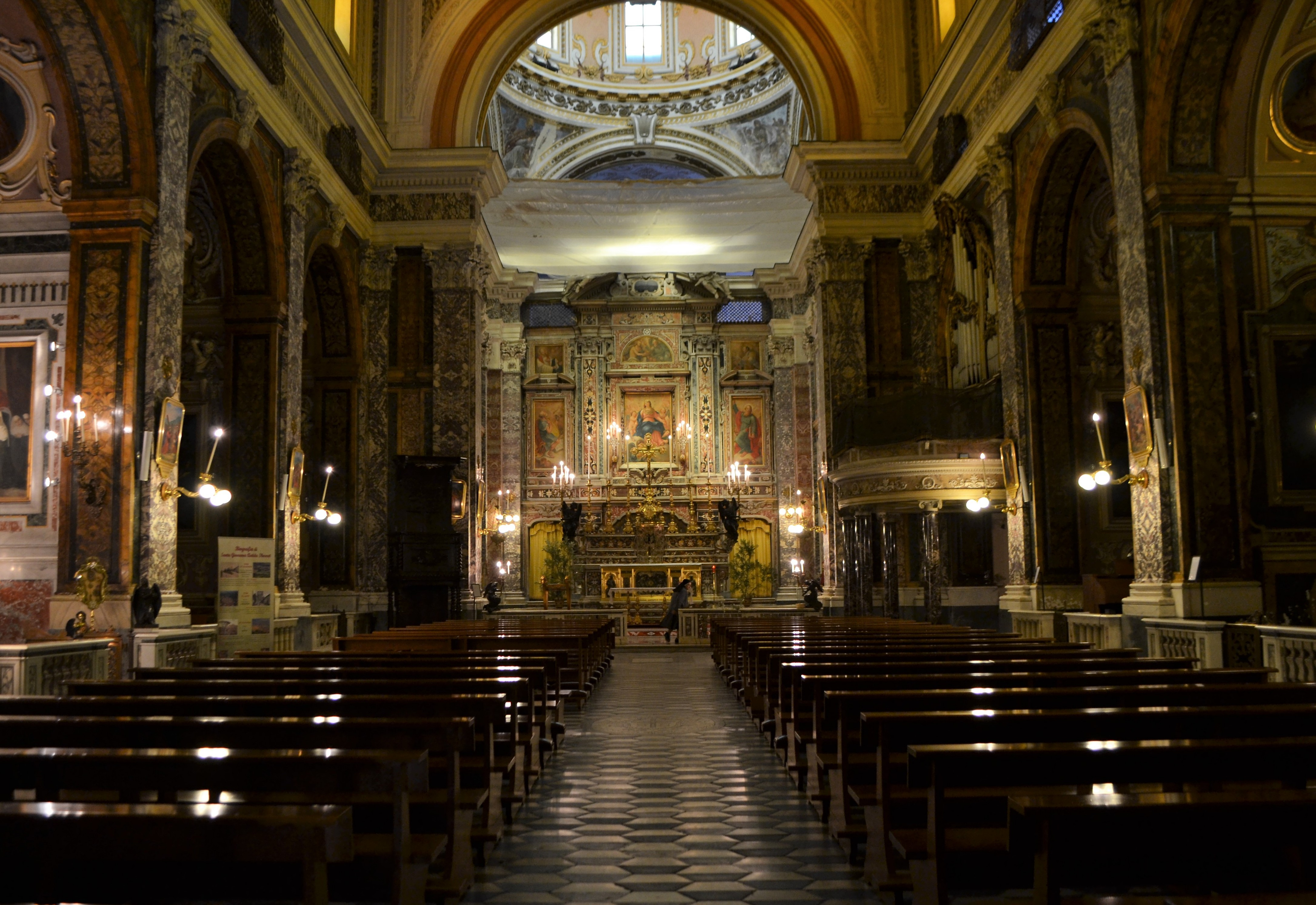
Santa Maria Regina Coeli

- Chiesa di Santa Maria Maddalena ai Cristallini
- Chiesa di Santa Maria Maddalena alle Cappuccinelle
- Chiesa di Santa Maria Maddalena de’ Pazzi
- Chiesa di Santa Maria Maddalena delle Convertite Spagnole
- Chiesa di Santa Maria Materdomini
- Chiesa di Santa Maria Ognibene
- Chiesa di Santa Maria Porta Coeli (entweiht, nur noch Reste vorhanden)
- Chiesa di Santa Maria Regina Coeli
- Chiesa di Santa Maria stella del mare
- Chiesa di Santa Maria Succurre Miseris ai Vergini
- Chiesa di Santa Maria Vertecoeli
- Chiesa di Santa Marta
- Chiesa di Santa Monica (in der Kirche San Giovanni a Carbonara)
- Chiesa di Santa Patrizia
- Chiesa di Santa Rosa a Regina Coeli (aktuell eine Schule (2018))
- Chiesa di Santa Sofia
- Chiesa di Santa Teresa a Chiaia

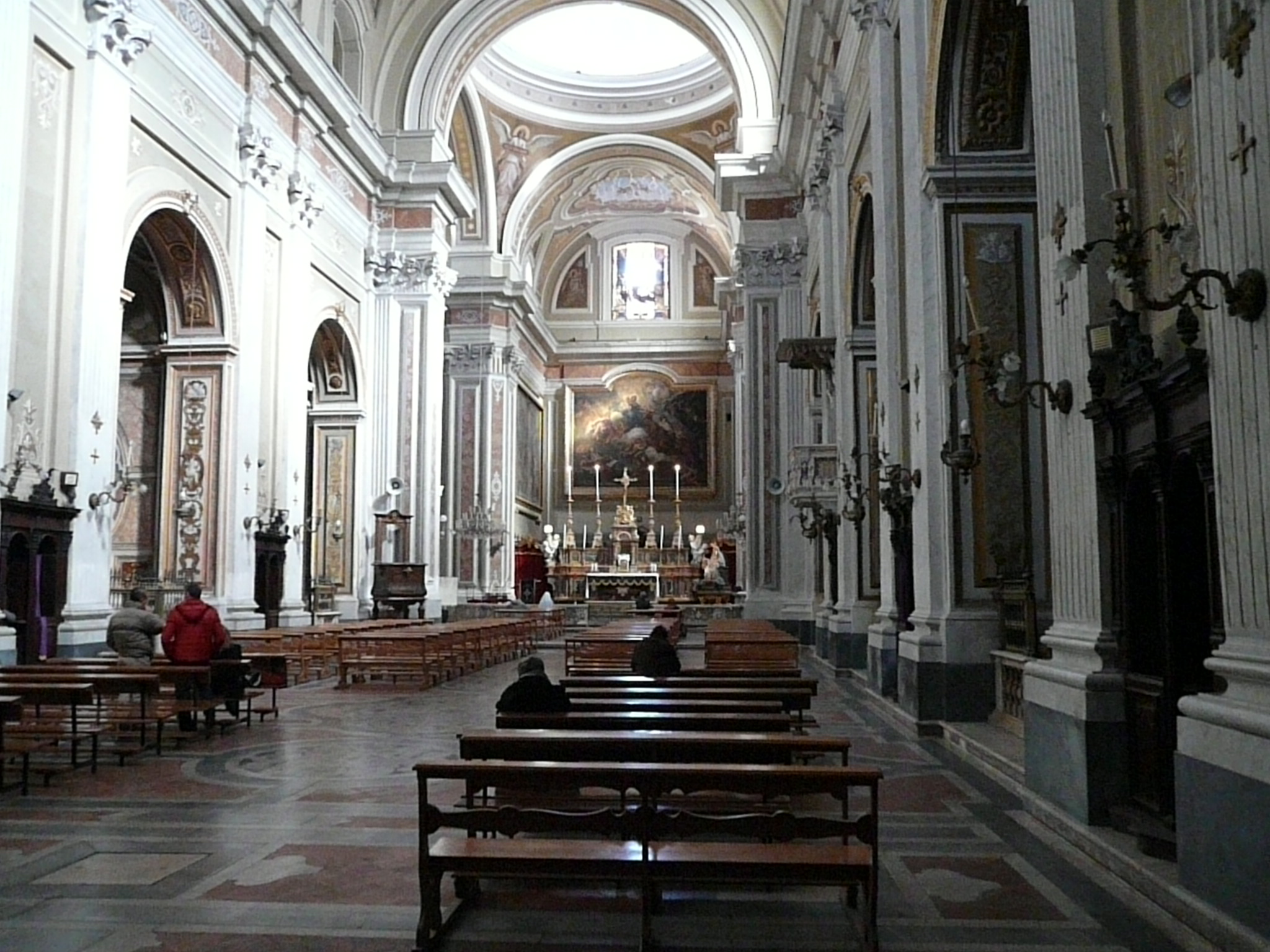
Santa Teresa degli Scalzi

- Chiesa di Santa Teresa degli Scalzi
- Chiesa di Santa Teresella degli Spagnoli
- Chiesa di Sant’Erasmo (im Castel Sant’Elmo)
- Chiesa di Sant’Eframo Vecchio
- Chiesa di Sant’Eligio dei Chiavettieri
- Chiesa di Sant’Ivone degli Avvocati
- Chiesa di Santo Strato a Posillipo
- Chiesa di Sant’Onofrio alla Vicaria
- Chiesa di Sant’Onofrio dei Vecchi
- Chiesa di Sant’Orsola a Chiaia
- Chiesa di Villa Addeo
- Chiesa di Villa Floridiana
- Chiesa Evangelica Valdese di Napoli
- Chiesa in via Carlo Poerio
- Chiesa in via Salvator Rosa (in der Ruine der Brücke aus der römischen Epoche)
- Chiesa in via San Giovanni e Paolo
- Chiesa in vico Forno a Porta San Gennaro (in einem Palazzo, nur die Fassade hat überlebt)
- Chiesa luterana di Napoli (Evangelisch-lutherische Kirche von Neapel)
- Santuario delle Ancelle del Sacro Cuore
- Santuario di San Gaetano Thiene (in der Basilika San Paolo Maggiore)

### SogenannteComplessi religiosi

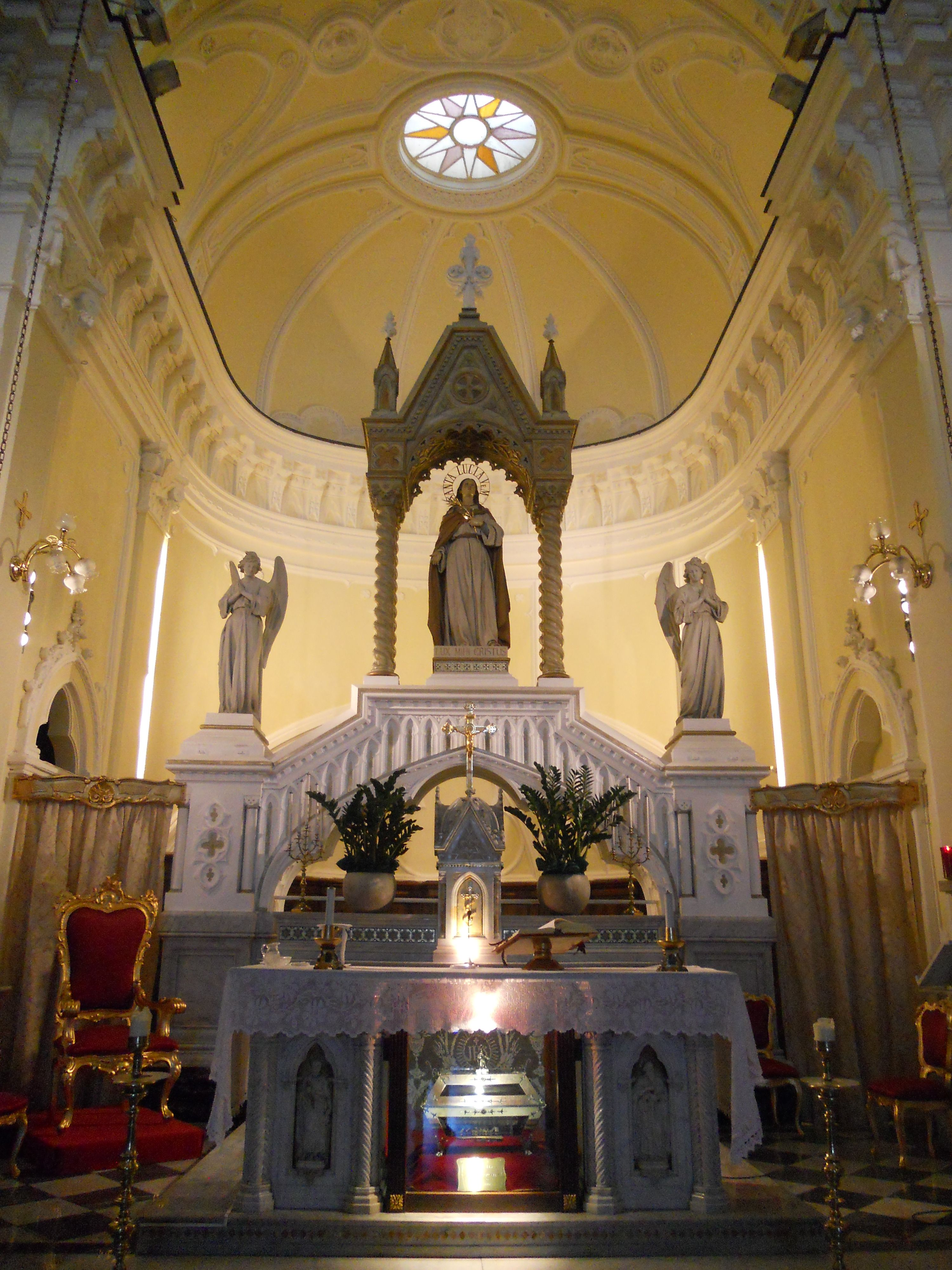
Complesso di Santa Lucia Vergine al Monte

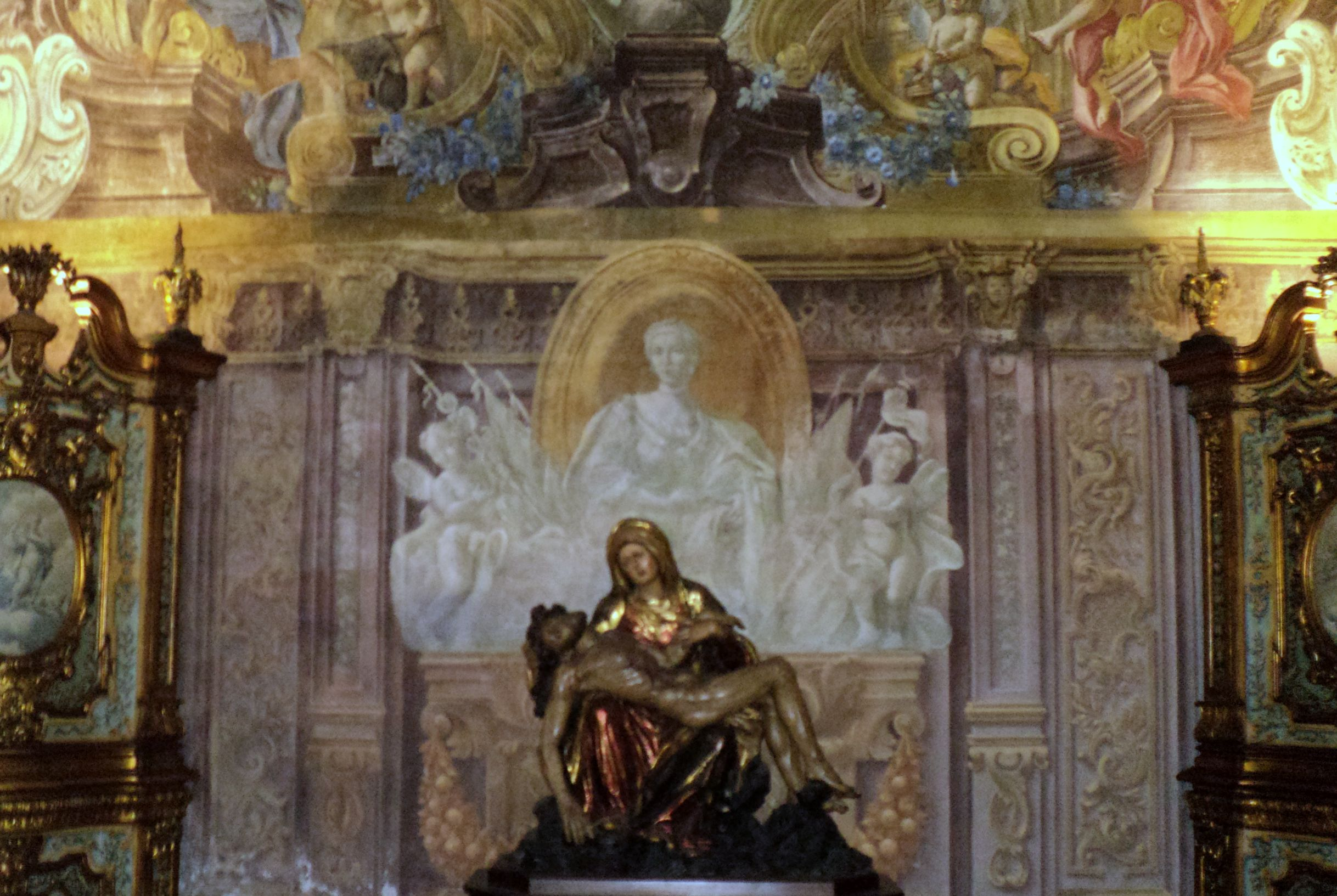
Monte di Pietà

- Abbazia di Santa Maria a Cappella Vecchia
- Casa del Salvatore
- Complesso degli Incurabili
- Complesso dei Cinesi
- Complesso della Missione ai Vergini
- Complesso del Carminiello al Mercato
- Complesso del Convitto Nazionale
- Complesso della Santissima Trinità delle Monache
- Complesso delle Pentite al borgo Sant’Antonio Abate
- Complesso di Gesù e Maria
- Complesso di San Francesco degli Scarioni
- Complesso di San Francesco delle Cappuccinelle
- Complesso di San Francesco di Paola (halb zerstört, nur das Kloster ist erhalten)
- Complesso di San Gaudioso (halb zerstört)
- Complesso di San Tommaso d’Aquino (zerstört in den 1930er Jahren)
- Complesso di Santa Lucia Vergine al Monte
- Complesso di Santa Maria dei Monti
- Complesso di Santa Maria della Consolazione
- Complesso di Santa Maria della Misericordia
- Complesso di Santa Maria delle Periclitanti
- Complesso di Santa Maria dello Splendore
- Complesso di Santa Maria di Betlemme
- Complesso di Santa Maria di Materdei
- Complesso di Santa Monica
- Complesso di Sant’Andrea delle Dame
- Complesso di Sant’Antonio delle Monache a Port’Alba
- Complesso monastico di Suor Orsola Benincasa
- Eremo dei Cappuccini
- Masseria Spinosa
- Mausoleo Schilizzi
- Monastero di Sant’Eframo Nuovo
- Monte di Pietà
- Ospedale di San Gennaro dei Poveri
- Ospizio Marino Padre Ludovico da Casoria
- Oratorio dei Nobili e Oratorio delle Dame
- Pio Monte della Misericordia
- Ritiro delle Teresiane di Torre del Greco (Materdei, salita San Raffaele)
- Ritiro Regina del Santissimo Rosario Refugium Peccatorum
- Sacro Tempio della Scorziata

### Oratorien

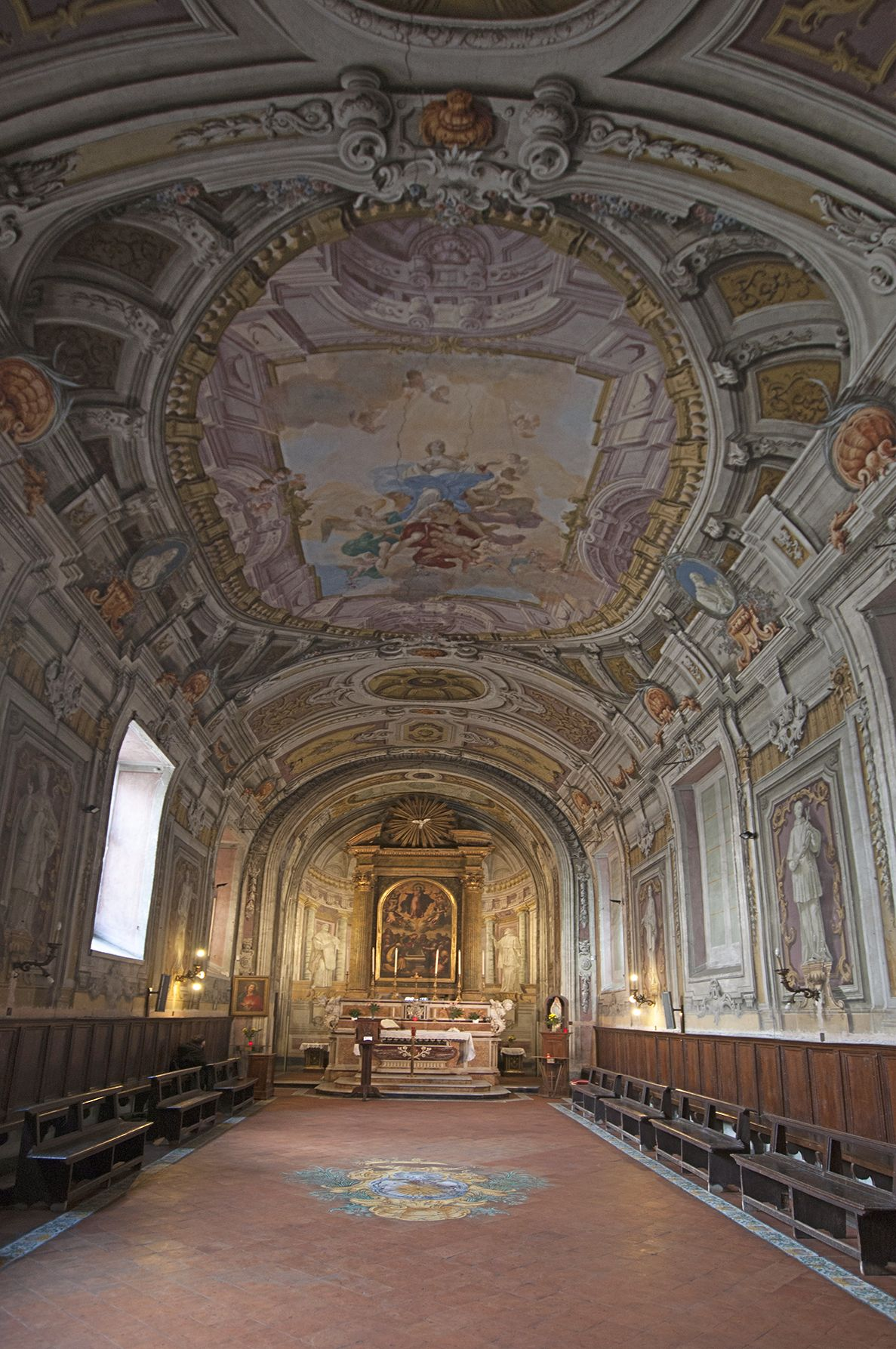
Oratorio dell’Assunta im Complesso dei Girolamini

- Oratorio della Confraternita dei Bianchi
- Oratorio della Confraternita dei Verdi dello Spirito Santo
- Oratorio della Confraternita dei LXVI Sacerdoti in San Giovanni Maggiore
- Oratorio della Scala Santa (im Kloster Santi Marcellino e Festo)
- Oratorio dell’Assunta (im Complesso dei Girolamini)
- Oratorio della Congregazione dei Dottori (im Complesso dei Girolamini)
- Oratorio del Santissimo Crocifisso dei Cavalieri, in San Paolo Maggiore
- Oratorio di Santa Maria della Fede
- Oratorio di Santa Maria Presentata al Tempio
- Oratorio della Confraternita di Santa Maria della Misericordia ai Vergini
- Oratorio della Confraternita dei Bianchi di Sant’Antonio in San Severo fuori le Mura
- Oratorio della Compagnia della Disciplina della Santa Croce
- Oratorio della Confraternita di Santa Restituta dei Neri o del Tesoro Vecchio (im Dom)
- Oratorio della Confraternita dei Bianchi del Santissimo Sacramento (im Dom)
- Oratorio della Confraternita dei Bianchi dei Santi Francesco e Matteo
- Oratorio della Compagnia dei Bianchi della Giustizia (Complesso degli Incurabili)
- Oratorio della Confraternita dei Bianchi della Natività di Nostra Signora a Pizzofalcone
- Oratorio della Confraternita del Santissimo Crocifisso ai Sette Dolori
- Oratorio della Confraternita del Santissimo Sacramento all’Avvocata
- Oratorio del Santissimo Sacramento in Sant’Eligio Maggiore
- Oratorio della Confraternita del Santissimo Rosario in Santa Caterina a Formiello
- Oratorio della Confraternita del Santissimo Rosario in San Domenico Soriano
- Oratorio della Confraternita dell’Immacolata Concezione ai Vergini
- Oratorio della Confraternita della Santissima Annunziata in Santa Maria dei Monti

### Sakristeien
- Sakristei von San Domenico Maggiore
- Sacrestia di Solimena (in der Basilika San Paolo Maggiore)
- Sacrestia del Vasari (in der Kirche Sant’Anna dei Lombardi)

## Christliche Bauwerke außerhalb des historischen Zentrums von Neapel (Auswahl)
- Cappella Cangiani
- Cappella della Masseria Sant’Antonio ai Monti e Sacro Cuore Eucaristico di Gesù e Maria della Santissima Assunta
- Cappella della Pietà (Piscinola) (via Acquarola di Piscinola)
- Kapelle der Villa de Marsilio
- Kapelle der Villa Doria d’Angri (via Petrarca)
- Kapelle des Palazzo de’ Liguori in Marianella
- Kapelle des Palazzo de Luna in Piscinola
- Kapelle der Villa Gigante
- Kapelle der Villa Giordano Duchaliot (geweiht San Francesco de Paola)
- Kapella der Villa Paradiso
- Cappella di Villa Regina
- Cappella di Villa Rotondo
- Cappella der Villa Walpole
- Cappella di Santa Maria Porta Coeli e San Gennaro alle Due Porte
- Cappella di Santa Rosa a Villa Mastellone
- Cappella di Sant’Angelo a Villa Marfella
- Cappella di Sant’Aniello
- Cappella Falcon di Villa Maria (neogotische Architektur, zona Capodichino)
- Casa del Volto Santo
- Chiesa Copta di Napoli (koptische Kirche von Neapel)
- Chiesa dei Santi Cosma e Damiano a Secondigliano
- Chiesa dei Santi Pietro e Paolo
- Chiesa del Purgatorio al Cimitero dei colerosi
- Chiesa del Sacro Cuore dei Salesiani
- Chiesa del Sacro Cuore di Gesù (Parco delle Colline di Napoli, in der Nähe der Torre San Domenico)
- Chiesa dell’Arciconfraternita Estaurita del Santissimo Sacramento (Piazza Tafuri)
- Chiesa del Santissimo Salvatore (via del Salvatore, nahe der Piazza Tafuri)
- Chiesa della Caserma di Cavalleria Borbonica
- Chiesa della Confraternita di Santa Maria del Soccorso all’Arenella
- Chiesa della Madonna della Luce
- Chiesa della Masseria Cinzia
- Chiesa della Santa Croce al borgo Orsolone
- Chiesa della Santissima Annunziata (Corso Novara n. 51)
- Chiesa della Santissima Trinità
- Chiesa dell’Addolorata a Secondigliano
- Chiesa dell’Addolorata alla Pigna
- Chiesa dell’Annunziata (Barra)
- Chiesa dell’Architiello
- Chiesa dell’Immacolata a Capodichino
- Chiesa dell’Immacolata a Fuorigrotta
- Chiesa dell’Immacolata di Nazareth
- Chiesa dell’Immacolata e Sant’Anna al Vasto
- Chiesa di Santa Maria del Buon Consiglio al Vasto
- Chiesa di Santa Maria del Buon Cammino al Vasto
- Chiesa dell’Istituto del Sacro Cuore (Stadera)
- Chiesa di Cristo Re (Secondigliano)
- Chiesa di Maria Addolorata ai Camaldoli
- Chiesa di Maria Santissima Desolata
- Chiesa di Maria Santissima di Caravaggio
- Chiesa di San Domenico (Barra)
- Chiesa di San Francesco d’Assisi al Vomero
- Chiesa di San Gennaro al Vomero
- Chiesa di San Giorgio Martire
- Chiesa di San Giovanni Battista (Chiaiano)
- Chiesa di San Giovanni Battista (Marianella)
- Chiesa di San Giovanni Battista ai Camaldoli
- Chiesa di San Giovanni dei Fiorentini (die ehemalige Kirche am Rione Carità wurde in den 1950er Jahren abgerissen und in Vomero ganz neu gebaut)
- Chiesa di San Giuseppe e Madonna di Lourdes (San Giovanni a Teduccio)
- Chiesa di San Luigi Gonzaga (Posillipo, via Petrarca n. 115)
- Chiesa di San Nicola di Bari (Chiaiano) (Piazza Romano)
- Chiesa di San Pietro a Patierno
- Chiesa di San Rocco
- Chiesa di San Vitale Martire
- Chiesa di Santa Caterina Volpicelli (oder Ancelle del Sacro Cuore, via Principe di Napoli – Ponticelli)
- Chiesa di Santa Croce
- Chiesa di Santa Francesca Cabrini (Mostra d’Oltremare)
- Chiesa di Santa Maria del Pianto
- Chiesa di Santa Maria del Pozzo
- Chiesa di Santa Maria del Presepe
- Chiesa di Santa Maria del Soccorso (San Giovanni a Teduccio)
- Chiesa di Santa Maria del Soccorso all’Arenella
- Chiesa di Santa Maria della Natività
- Chiesa di Santa Maria della Purità (San Pietro a Patierno)
- Chiesa di Santa Maria dell’Arco a Ponticelli
- Chiesa di Santa Maria dell’Arco
- Chiesa di Santa Maria del Carmine (San Giovanni a Teduccio)
- Chiesa di Santa Maria delle Grazie all’Arenella
- Chiesa di Santa Maria delle Grazie (Cupa Angara) n. 43 (Posillipo)
- Chiesa di Santa Maria delle Grazie al Moiariello (auch: Cappella Cotugno – Capodimonte)
- Chiesa di Santa Maria delle Grazie al Purgatorio
- Chiesa di Santa Maria di Costantinopoli a Barra
- Chiesa di Santa Maria la Bruna di Lanciasino
- Chiesa di Santa Maria Solitaria e dei Santi Antonio e Isidoro
- Chiesa di Sant’Alfonso a Marianella
- Chiesa di Sant’Anna all’Arenella
- Chiesa di Sant’Antonio Abate (Pianura)
- Chiesa di Sant’Antonio di Padova a Carbonelli
- Chiesa di Sant’Eframo Nuovo (Cimitero di Poggioreale)
- Chiesa di Sant’Erasmo ai Granili
- Chiesa di Santo Stefano al Vomero
- Chiesa di Villa De Majo
- Chiesa di Villa Lieto-Garzilli
- Chiesa di Villa Patrizi
- Chiesa Divo Alphonso Dicata (via Ferrante Imparato, Ponticelli)
- Chiesa in Corso San Giovanni a Teduccio n. 343
- Chiesa in Corso San Giovanni a Teduccio n. 92
- Chiesa in Corso Sirena n. 15 (zona Barra)
- Chiesa in Salita Arenella n. 19/E
- Chiesa in via Augusto Righi n. 2 (Agnano)
- Chiesa in via Comunale Terzio (Barra)
- Chiesa in via Nuova San Rocco n. 35 (zona Miano-Capodimonte)
- Chiesa in via provinciale Madonnelle (Ponticelli – an der Grenze zur zona Volla)
- Chiesa in via Raffaele Ruggiero (Agnano – neogotisch)
- Chiesa in via San Giacomo dei Capri (Vomero)
- Chiesa madre di Poggioreale
- Chiesa madre di San Giovanni a Teduccio
- Chiesa nei pressi di via Guido della Valle (Ponticelli)
- Chiesa paleocristiana in via Manzoni (frühchristliche Kirche; Ende der 1990er Jahre wiederentdeckt)
- Chiesa Regina Paradisi
- Chiesa rurale dell’Addolorata (San Pietro a Patierno)
- Chiese nuove dei Camaldoli (Felsenkirchen, vermutlich aus dem 18. Jahrhundert, wiederentdeckt 2005–2006; derzeit nicht öffentlich zugänglich)
- Chiesina dell’Annunziata a Barra
- Complesso dell’Eremo dei Camaldoli
- Complesso dell’Eremo di Santa Maria di Pietraspaccata
- Complesso di Santa Maria della Libera
- Complesso di Santa Teresa e Giuseppe (viale Tigli)
- Masseria dei Domenicani
- Monastero delle Teatine (corso San Giovanni)
- Oratorio della Confraternita di San Francesco (nahe der Torre dei Franchi, im Parco delle Colline di Napoli)
- Ospizio dei Camaldolesi
- Piccola Pompei al Vomero
- Santuario di San Gennaro alla Solfatara
- Santuario eucaristico di San Pietro Apostolo
- Tempio della Gaiola
- Chiesa Sant’Antonio da Padova (Chiaiano) in Santa Croce
- Chiesa di Santa Maria degli Angeli (Miano)
- Oratorio della Confraternita del Santissimo Sacramento (Miano)
- Oratorio della Confraternita del Santissimo Rosario (Miano)
- Oratorio della Confraternita del Santissimo Rosario in Ponticelli (bei der Basilica di Santa Maria della Neve)
- Cappella della Confraternita del Santissimo Rosario in Pianura (im Palazzo Baronale)
- Cappella della Confraternita dell’Assunta (bei der Chiesa dei Santi Cosma e Damiano a Secondigliano)
- Cappella della Confraternita del Santissimo Sacramento (bei der Chiesa dei Santi Cosma e Damiano a Secondigliano)
- Oratorio della Confraternita dell’Immacolata Concezione (Chiaiano)
- Cappella della Confraternita del Santissimo Rosario (Chiaiano)
- Cappella di Palazzo Maiuri (Chiaiano)
- Cappella della Confraternita di San Francesco (Soccavo)
- Cappella della Confraternita dell’Ave Gratia Plena a San Giovanni a Teduccio

## Bibliografie
- Vincenzo Regina: Le chiese di Napoli. Viaggio indimenticabile attraverso la storia artistica, architettonica, letteraria, civile e spiriturale della Napoli sacra, Newton e Compton editore, Neapel 2004.
- Francesco Domenico Moccia e Dante Caporali: NapoliGuida-Tra Luoghi e Monumenti della città storica, Clean, 2001
- Nicola Spinosa (wissenschaftl. Leitung), Gemma Cautela, Leonardo Di Mauro, Renato Ruotolo: Napoli sacra. Guida alle chiese della città, Neapel 1993–1997.
- Gennaro Aspreno Galante: Guida sacra della città di Napoli, 1872 (Neuausgabe: Solemar Edizioni, Mugnano di Napoli, 2007).
- Maria Caputi: Napoli rivelata. Gli spazi sacri del centro antico, D’Auria M. Editore, 1994. Codice EAN 9788870920970